# レディー・ガガ
レディー・ガガ（英: Lady Gaga、1986年3月28日 - ）は、米国のシンガーソングライター、音楽プロデューサー、女優、実業家、慈善家。本名：ステファニー・ジョアン・アンジェリーナ・ジャーマノッタ（英: Stefani Joanne Angelina Germanotta）。オーストラリア・シドニー名誉市民。身長155cm。
革新的なダンス音楽、独特のファッションやパフォーマンスの数々で世界的な人気を博し、史上最も売れたアーティストの一人となった。これまでにグラミー賞を14回受賞。シングルとアルバムの世界総売り上げは1億7,000万枚以上。2010年代に入ってからは女優としても大きな成功を収めており、2019年にはアカデミー賞主演女優賞と歌曲賞にノミネートされ、歌曲賞を受賞。
またジェンダー差別やいじめの撲滅に向けた財団の設立、東日本大震災の復興支援など、活発に社会貢献活動も行っている。

## 来歴

### 1986 - 2004年：生い立ち

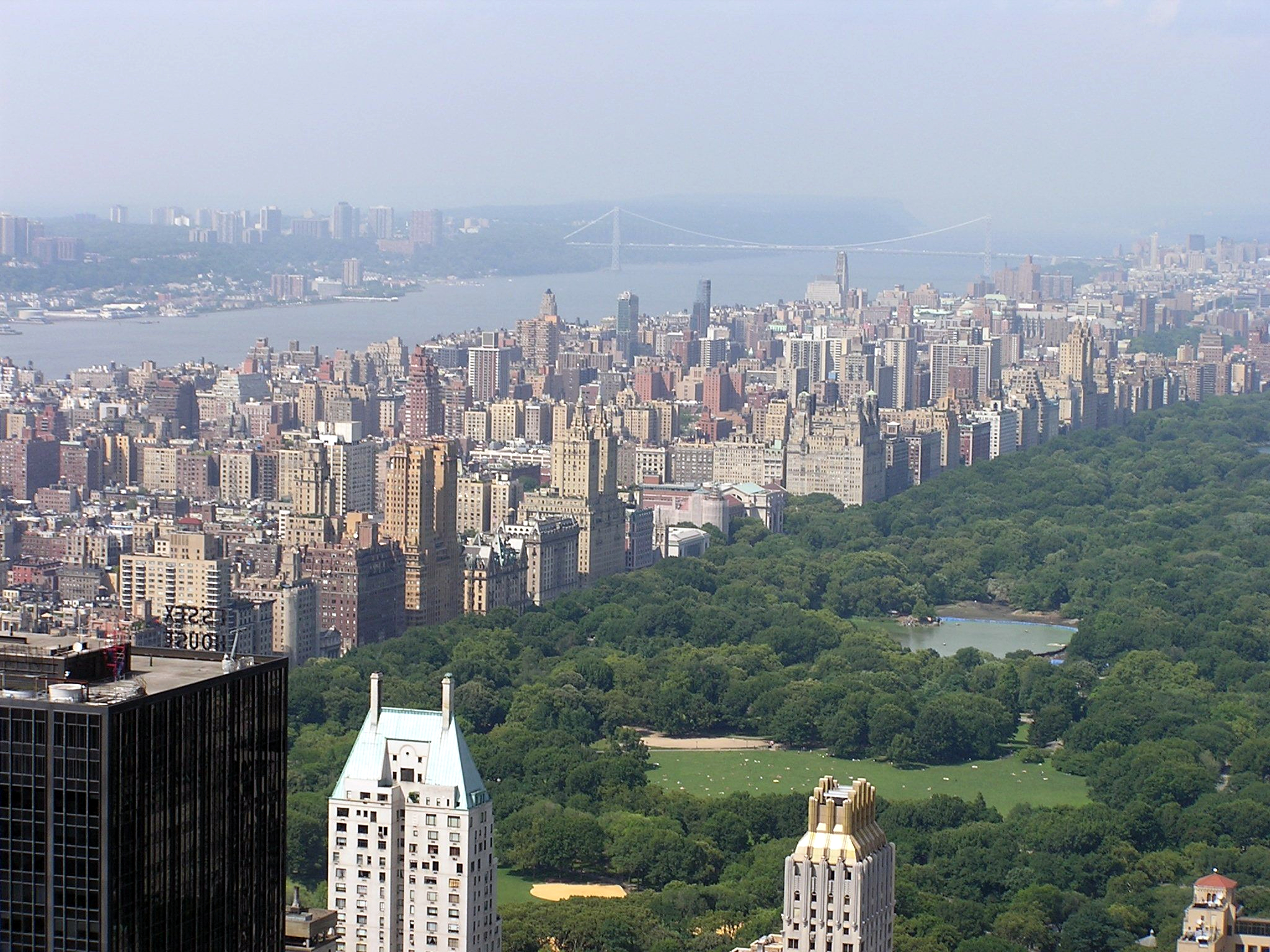
生まれ育ったニューヨーク州マンハッタン

1986年3月28日、シチリア島をルーツとするイタリア系アメリカ人でインターネット企業の実業家の家庭のもと、ニューヨーク州ヨンカーズに生誕。家は裕福で箱入り娘として育てられた。
4歳からピアノの習得を開始。父親が初めて聴かせてくれたスティーヴィー・ワンダーやブルース・スプリングスティーンの曲などをピアノで練習するようになる。多くの有名アーティストを手がけた先生から手ほどきを受け、13歳になる頃にはピアノ・バラードを初めて作曲する。
ジュリアード学院の音楽部門に合格するも、当時は音楽にさほど興味がなかったため入学を辞退し、マンハッタンのカトリック系私立学校、聖心女子学院へ進学。そこはヒルトン姉妹（パリスとニッキー）も在籍したことで知られるいわゆる「お嬢様学校」であった。伝統的な富豪家庭の令嬢が多く通う中、自身は一代の成り上がりの家庭であったうえに、元々白人の中では被差別層だったイタリア系の出自だった事もあって、周囲とは馴染めず、変わった性格と芝居じみた話し方が原因でいじめを受けた。ロッカーに悪口が書かれたり、廊下で「売女」と罵られる、街で男子に同級生の目の前でゴミ箱に捨てられた事もあり、周りからの嘲笑に、ガガも自分自身を笑うしかなかったという。
14歳からニューヨークのクラブに登場。17歳で、それまで世界で20人しか早期入学が許されていなかったニューヨークのティッシュ・スクール・オブ・アート（ニューヨーク大学の芸術学部）に入学し、音楽を本格的に学ぶ。論文の執筆などを通じて作詞作曲技術に磨きをかける一方で、個性を追求して奇抜さを増していったスタイルにより再び周囲から煙たがられる存在となり、「あんたレズなの？」「そんな格好しててもあんたのこと誰も見てないから」などと言われ続けたという。そのため1年でニューヨーク大学を退学し、心労から薬物中毒に陥ってしまう。しかしブリトニー・スピアーズやビヨンセに触発されて「スターになる」という夢を再確認した後、自らの意思で薬物を断ち切り、芸術活動に専念するようになった。

### 2005 - 2007年：下積み時代

レストランでパフォーマンスをするガガ。

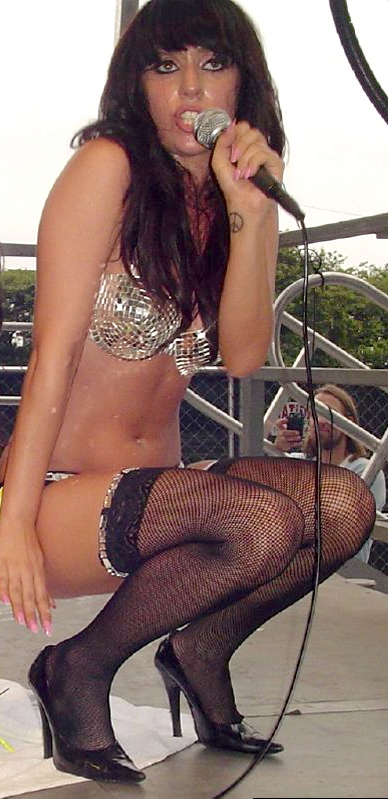
CDデビュー前のレディー・ガガ。ロラパルーザにて。

2005年、19歳でデフ・ジャム・レコーディングスと契約。
同じころ、親元を離れストリッパーとして人気を博し始める。ストリップクラブで働くことは本人曰く「裕福なイタリア系の家庭の出では珍しいこと」で、そこではステージでヘアスプレイに火をつけて、狂ったように踊ったという。家族の助けなしに生活することで自由を実感したものの、家族は認めてくれなかった。またドラァグ・クイーンやゴーゴーダンサーともクラブを出入りしていたといい、このことを知った父は大変なショックを受け、ガガ本人も「あのとき、2、3か月の間父は私を直視することができなかった」と語っている。
そんな中、当時親交の深かった音楽プロデューサーのロブ・フサーリは、ガガの声のスタイルをフレディ・マーキュリーのそれと比較し、クイーンの楽曲「RADIO GA GA」をもじった現在の芸名「Lady Gaga」を彼女に与えた。ガガがスタジオに来るとき、あいさつ代わりにフサーリは「RADIO GA GA」を歌い、それはガガの入場曲のようなものであったという。あるとき、フサーリがガガに送ったメールの中で書いた「Radio Ga Ga」という文が、修正機能で「Radio」が「Lady」になり、「Lady Ga Ga」になってしまった。しかし、それを大変気に入ったガガが「二度と私をステファニーと呼ばないで！」と言ったため、以後「Lady Gaga」と呼ばれるようになった。
2007年、インタースコープ・レコードとソングライター契約。同レーベルに所属するファーギー、ブリトニー・スピアーズ、プッシーキャット・ドールズ、ニュー・キッズ・オン・ザ・ブロック、エイコンといった有名アーティストに楽曲を提供した。楽曲制作を続ける中で、エイコンが彼女の制作者および歌手としての才能を認め、自身のレーベルであるコンライブとアーティスト契約を締結させる。エイコンはガガについて、「類稀な存在」「ダイアモンドの原石」と表現している。デビュー・アルバムの制作を音楽プロデューサーのRedOneとともに行った。1年ほどスタジオに籠って作詞作曲に専念し、アルバム150枚分ほどの楽曲を制作したという。

### 2008年 - 2010年：デビュー ―『ザ・フェイム』『ザ・モンスター』
2008年8月19日、デビュー・アルバム『ザ・フェイム』を発表。歌詞から主旋律、シンセサイザーの演奏まで全て彼女自身が手掛けた。本作は、オーストリア、イギリス、カナダ、アイルランドのチャートで1位を獲得し、アメリカ合衆国とオーストラリアでは最高位4位を、日本では最高位6位を記録する大ヒットとなった。全世界での売上枚数は現在1,200万枚を突破している。
本作からの先行シングル「ジャスト・ダンス」はイギリスなど世界5か国のシングルチャートで1位を獲得し、リリースから半年以上経った2009年1月にアメリカでも1位に到達。全世界で700万枚以上売り上げるヒットとなり、2009年2月に行われた第51回グラミー賞で最優秀ダンス・レコーディング賞にノミネートされるに至った。
続いて発表された「ポーカー・フェイス」は、2009年4月11日付のアメリカ合衆国を含む世界17の国と地域のシングルチャートで1位を獲得。これによりガガは、2000年代にデビュー・アルバムから2枚のシングルを全米チャート1位に送り込んだ初の新人アーティストとなったほか、デビューからの第一弾・第二弾シングルで全米1位を達成した4人目の女性新人アーティストとなった（他3人はティファニー、マライア・キャリー、クリスティーナ・アギレラ）。また本曲は、ヨーロッパ全土を対象にしたシングル・チャートユーロチャート・ホット100でも16週にわたって1位の座に就き、さらにイギリスのジ・オフィシャル・チャート・カンパニーが発表した「イギリスで最もダウンロードされた曲」では77万ユニットのダウンロード数により1位を獲得した。最終的に全世界での売上は1,000万枚以上に達し、2000年代を代表する楽曲となった。

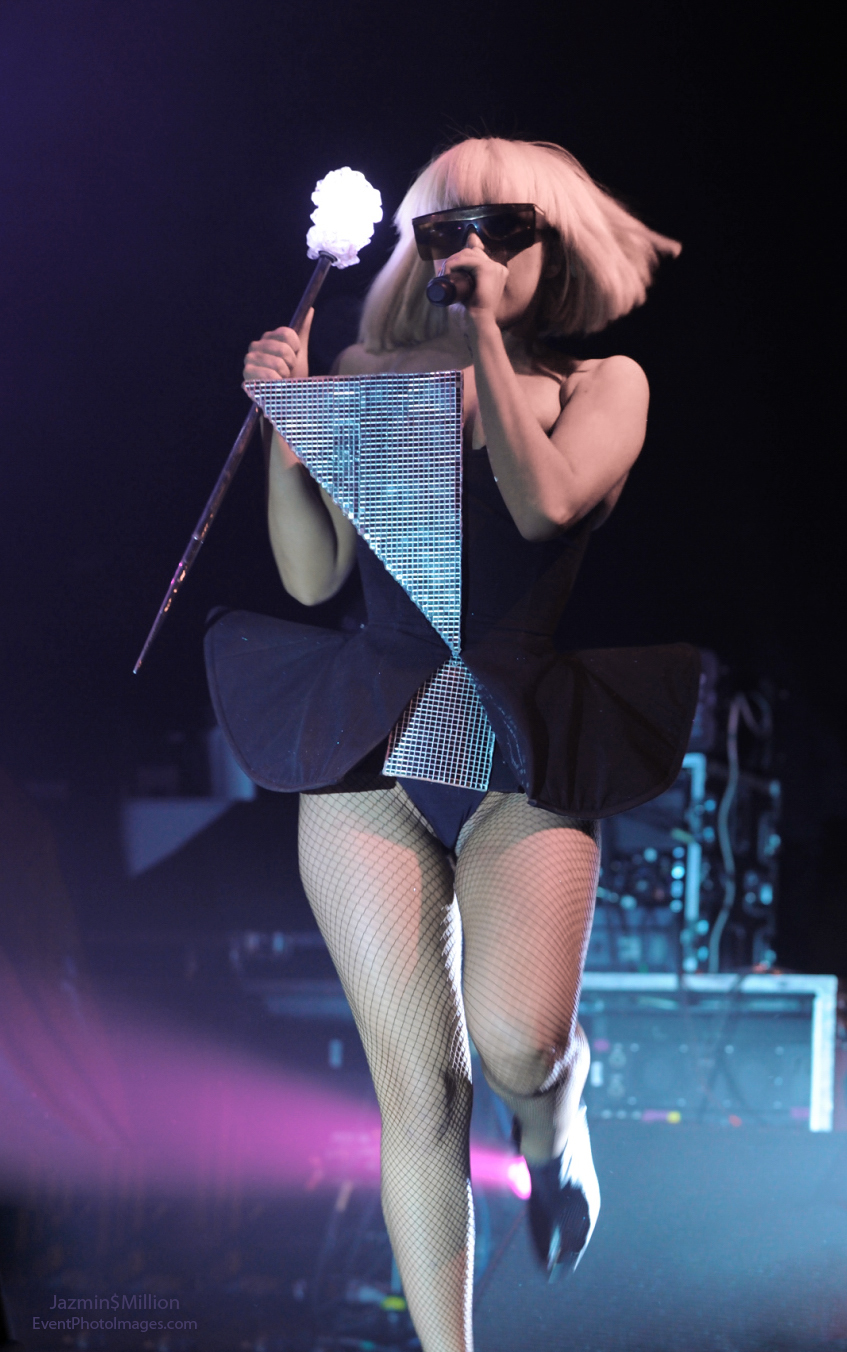
The Fame Ball Tourでパフォーマンスするガガ

同年10月、インタースコープ・レコード所属のアイドルグループニュー・キッズ・オン・ザ・ブロックのアメリカ市場でのツアーに同行。10月8日のロサンゼルス公演から最終日の11月までを彼らとともに回り、これが彼女にとって初のツアーとなった。
2009年1月、オセアニアとヨーロッパの一部の国のみでシングル「エイ、エイ（ナッシング・エルス・アイ・キャン・セイ）」を発売。オーストラリア、ニュージーランド双方でゴールドの認定を受けている。
2009年3月12日により、自身初の北米ツアー「ザ・フェイム・ボール・ツアー」を開始。このツアーは批評家から賞賛された。また同年5月には、プッシーキャット・ドールズで前座を務めている。
その後、世界市場での第3弾シングル「ラヴゲーム」を発表。オーストラリアのテレビ局Network Tenは内容が過激であることを理由に本曲のミュージック・ビデオの放映を中止し、イギリスでは同じ理由でシングル化自体が見送られた。本曲は、米ビルボード誌のエアプレイ・チャートMainstream Top 40（ポップ・エアプレイチャート）の2009年7月25日付のチャートで1位を獲得。デビュー・アルバムから3曲を連続で同チャート1位に送り込んだ史上3組目のアーティストとなった。
同年5月、音楽雑誌『ローリング・ストーン』の毎年恒例となっているHOTリスト号の同誌6月号の表紙をセミヌード姿で飾る。このとき同誌のインタビューの中で、自らをバイセクシュアルであると発表している。
6月、ラッパーワーレイのシングル「チリン」に客演で参加。
7月、イギリスでシングル「パパラッチ」を発売。MTV Video Music Awards 2009にて、本曲を含む同年最多の合計9部門でノミネートを受けた彼女は、最優秀新人アーティスト賞を含む合計3部門で受賞を果たし、9月に行われた授賞式で本曲を生演奏で披露した。また米ビルボード誌主催のWomen In Musicアワードでは、新人賞にあたるRising Star賞を受賞している。
11月、前作の再発盤である『ザ・モンスター』を発表。ファンにとってフェアではないという理由で再発盤に否定的な立場を取っていたことから、新曲が8曲収録された。本作は全世界で600万枚以上売り上げ、2010年に世界でもっとも売れたアルバムとなる。
本作からの第1弾シングル「バッド・ロマンス」は『サタデー・ナイト・ライヴ』にて初披露され（同番組にてマドンナとの共演も果たしている）、アメリカ、オーストラリア、アイルランドなどでトップ10入り、イギリス、カナダ、スウェーデンなどで1位を獲得するなど大ヒットとなった。本曲の全世界での売上は980万枚以上にのぼる。
同年10月10日、Human Rights Campaignのデモ行進に出席。行進では、最初に「音楽業界には未だ多くの同性愛嫌悪が存在する」とスピーチをした後、「今夜は自分の曲は演奏しないの。私のための夜ではない。あなたたちのための夜だから」と述べ、ジョン・レノンの「イマジン」を一部歌詞と旋律を変えてピアノの弾き語りで披露した。また、1998年に殺害された同性愛者の大学生マシュー・シェパードに対しメッセージを発信した。
12月11日、ロイヤル・バラエティ・パフォーマンスに登場。『ザ・モンスター』の収録曲「スピーチレス」を披露し、同時にイギリス女王エリザベス2世との対面も果たした。

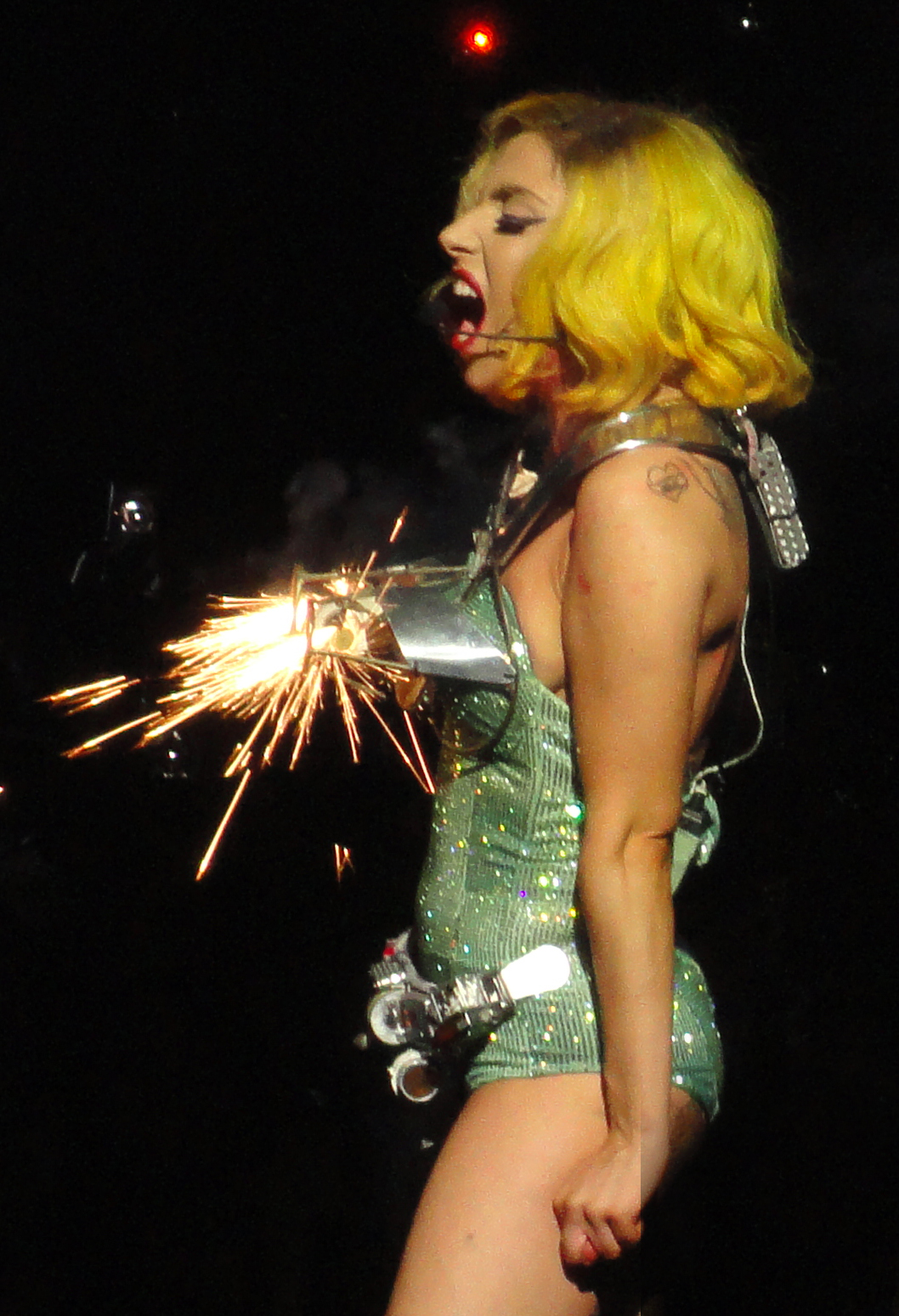
The Monster Ball Tourでパフォーマンスするガガ

年末、自身2度目となるツアー「モンスター・ボール・ツアー」を開始。
2010年1月14日、ツアーのウェストラファイエット公演を体調不良のために中止。彼女が本番前に呼吸がしにくいことを訴えたため救護隊員が駆けつけた後、脱水症状と疲労による不整脈で苦しんでいたことが分かったという。
同年1月31日、第52回グラミー賞にて初のグラミー賞を受賞。シングル「ポーカー・フェイス」で最優秀ダンス・レコーディング賞、アルバム『ザ・フェイム』で最優秀エレクトロニック・ダンスアルバム賞を受賞した。
3月15日、『ザ・モンスター』からのシングル「テレフォン」を発売。イギリスなどで1位、アメリカで3位、アメリカのポップソングチャートにおいて1位を獲得した。これにより本曲でガガと共演したビヨンセは6曲の全米1位シングルを持つことになり、過去最多の全米1位獲得シングル保持者であったマライア・キャリーと並んだ。本曲は最終的に全世界で700万枚以上の売り上げを記録する。
3月19日、『ザ・フェイム』のプロデューサーでガガの名づけ親でもあるロブ・フサーリがアルバム制作に関する報酬を受け取っていないとして、利益の20%を支払うようにガガを提訴。なお同年8月にニューヨーク最高裁判所は訴訟を棄却し、両者は和解を果たしている。
4月16日、YouTubeにおけるミュージックビデオの累計再生回数が10億回を突破し、同サイトの新記録を樹立した。
同月、『ザ・モンスター』からの第3弾シングル「アレハンドロ」を発売。本曲のミュージック・ビデオは、ロザリオを口に入れるシーンが宗教冒涜として問題となった。
また同月、アメリカの雑誌『タイム』が世界でもっとも影響力のある有名人100人を選出する「タイム100」のアーティスト部門で1位になった。加えて、MTV Video Music Awards 2010では9部門にノミネートされ8部門を制する大勝利を収めた。

### 2011年 - 2014年：『ボーン・ディス・ウェイ』の成功と『アートポップ』の不振

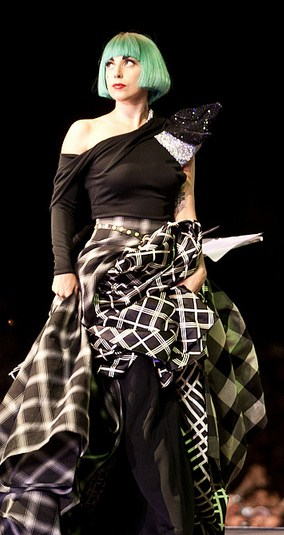
ユーロプライドにて（2011年）

2011年2月11日、次作アルバムの表題曲となるシングル「ボーン・ディス・ウェイ」を解禁。発売されるや否や世界23か国のiTunes音楽チャートでダウンロード数1位を独占、特にアメリカでは配信後3時間で1位を獲得し、2011年最速セールス記録を樹立した。本曲に関して、批評家やファンからはマドンナの「エクスプレス・ユアセルフ」と酷似しているとの声も挙がったが、ガガは「この曲はマドンナのサポートを受けている。女王様（マドンナ）がいいと言えばそれでいい」と反論した。だが、これに対して当のマドンナは同年のインタビューで「ボーン・ディス・ウェイ」に対して「私の作品を単純化したもの」と発言し、同年の自身のコンサートでは「エクスプレス・ユアセルフ」と「ボーン・ディス・ウェイ」のマッシュアップを披露するなどして話題を逆手に取った、これらの事から二人の間で確執が報じられるようにもなった。
同年2月13日、第53回グラミー賞授賞式にて「ボーン・ディス・ウェイ」を初披露。卵型カプセルに乗って式場に登場し、舞台上でそのカプセルの中から出てくるという演出がなされた。またこの授賞式前には過去の大麻吸引を自ら暴露しており、「ファンに嘘はつきたくないし、最近は大量には吸引していない」と語った。
5月、フォーブス誌が毎年発表している「世界でもっとも影響力のあるセレブ100人」で、ガガが1位に選出された。このランキングはトム・クルーズとアンジェリーナ・ジョリーがそれぞれ1位になった2006年と2009年を除くと、オプラ・ウィンフリーが2005年から1位をほぼ独占してきたが、この年は2位落ちの結果となった。
5月23日、第2弾アルバム『ボーン・ディス・ウェイ』を発表。それに際して本作からの第2弾シングル「ジューダス」が4月16日に、第3弾シングル「ジ・エッジ・オブ・グローリー」が5月17日に発売された。本作は全世界で800万枚以上売り上げ、2011年に世界で2番目に売れたアルバムとなった。
6月20日、プロモーションとして4回目の来日を果たす。auのCMで彼女の曲が使用されたことや、東日本大震災を受けてチャリティーリストバンドの販売収益を寄付したことで日本における彼女の知名度が急上昇していたため、来日は大きく報道された。震災復興イベント「MTV VIDEO MUSIC AID JAPAN」では蜘蛛の巣パフォーマンスでスタジアムを沸かせた。

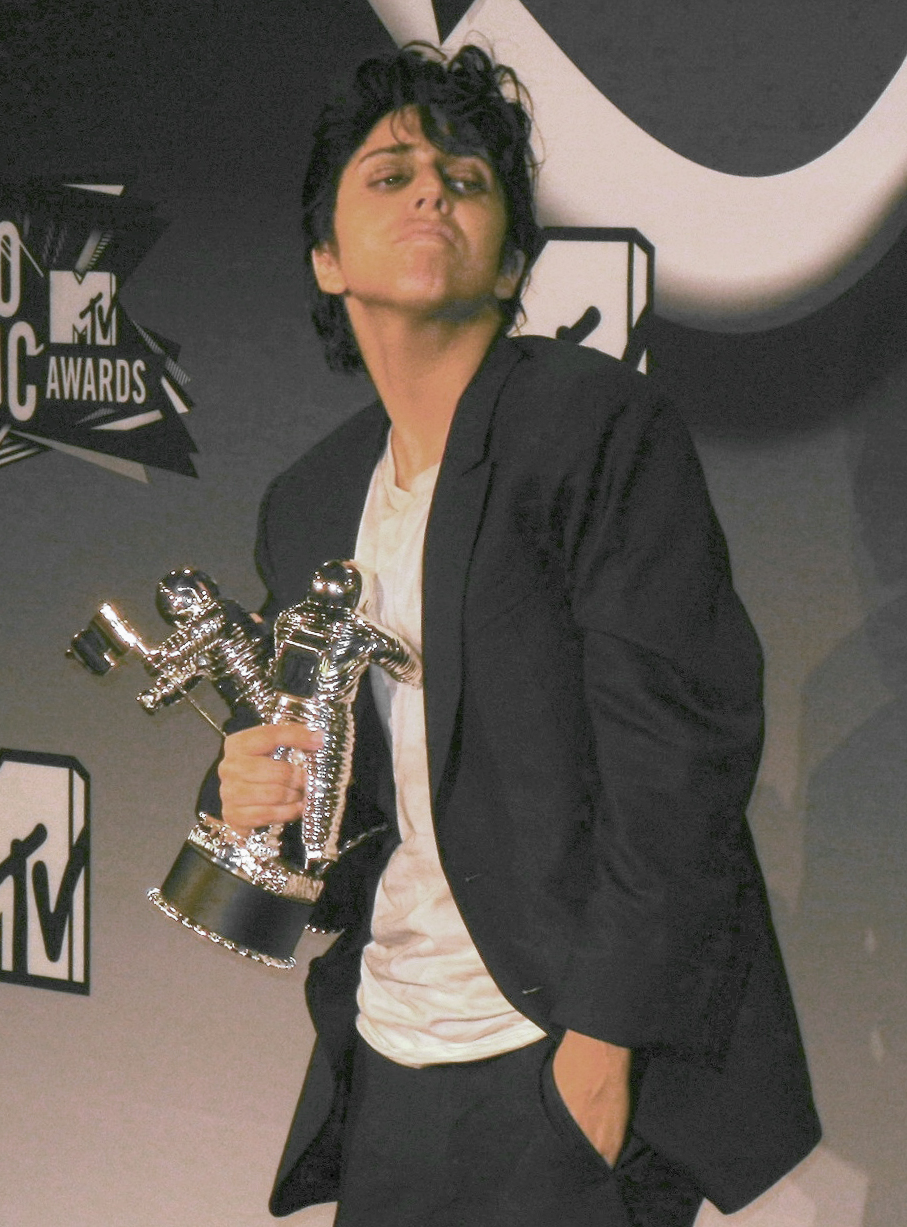
2011 MTV Video Music Awardsで、ガガの心の中にいるもう一人の自分（ジョー・カルデローネ）に扮してステージに登場するガガ

8月23日、『ボーン・ディス・ウェイ』からの第4弾シングル「ユー・アンド・アイ」を発売。本曲では、彼女が尊敬する世界的ロックバンドのクイーンのギタリストであるブライアン・メイとの共演が実現し、多くの国でトップ10入りを果たした。MTV Video Music Awards 2011では2冠を獲得し、ステージ上でブライアン・メイと生演奏を披露した。
同じ頃、デビュー時からガガとともに仕事をこなしてきた振付師のローリーアン・ギブソンと決別。ギブソンは振り付け以外にもビデオの監督や楽曲のプロデュースを手がけていたが、互いの方向性の違いにより距離を置くという選択を下した。
11月、『ボーン・ディス・ウェイ』からの最後のシングル「マリー・ザ・ナイト」を発売。彼女が自ら監督を務めたミュージック・ビデオでは彼女の半生が描かれており、話題となった。

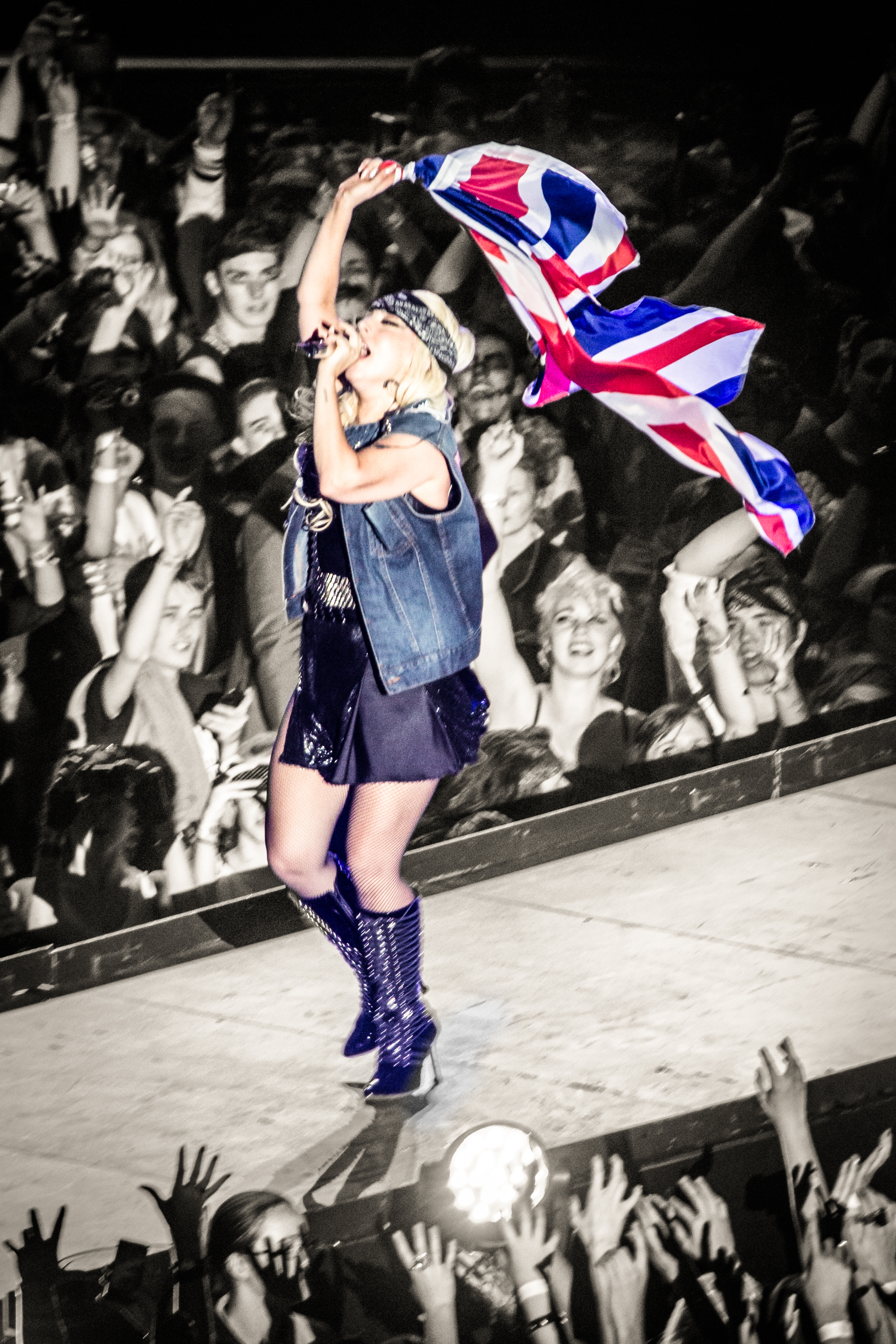
The Born This Way Ballでパフォーマンスするガガ。

2012年4月、韓国公演にてパフォーマンスがわいせつだとして、保守的なキリスト教団体韓国教会言論会などが中止を要請。同国映像物等級委員会により18歳未満の観覧が禁止された。
5月8日、通算6度目となる来日を果たす。さいたまスーパーアリーナで公演を行い、5月10日から12日の3日間で10万人を動員した。滞在中には東京ディズニーランド、六本木のペットショップ、原宿竹下通りのカフェ、新宿のしゃぶしゃぶ店などに出没。離日の前夜（15日）には「日本の象徴的な場所から、日本のリトル・モンスターたちにメッセージを送りたい」という本人の希望が通り、特別に開業前の東京スカイツリーを訪れ、外国人歌手として初めての来場を果たした。地上350メートルの天望デッキと450メートルの天望回廊から景色を楽しめるはずだったが、あいにくの雨で視界は不明瞭。しかし彼女は「日本の3公演がソールドアウトなんて、皆さん応援してくれてありがとう。最後の夜にスカイツリーに来られて幸せ。雨だけどこんなにすてきな景色は初めてよ」と感謝の意を表し、日本語で「愛してます、ジャパン」と投げキッスを贈った。
5月15日、6月3日に予定されていたインドネシアのジャカルタでの公演が中止に。3月に発売されたチケットは2万5000枚が2時間以内で売り切れるほどの人気だったが、過激な露出スタイルの彼女に対してイスラム教の教義に反するハラームであると聖職者から反発があったため、現地警察が開催不許可を決定した。
同年、『レディー・ガガ・フェイム』と称した香水を発売。初めて自身で製作を手掛けたこの香水は、全世界に先駆けて日本の東京・原宿で発売され、8月、東急プラザ表参道原宿の3階に設けられた『レディー・ガガ・ハウス・ラボラトリーズ』という期間限定の専門店舗にて初売り出しの運びとなった。
2012年初期、「クラブの夜」をテーマに新しいアルバムの制作を開始。
2012年4月、ワールドツアー「ボーン・ディス・ウェイ・ボール」を開始。しかし2013年2月に骨盤関節損傷を負い、ツアーは中止となった。

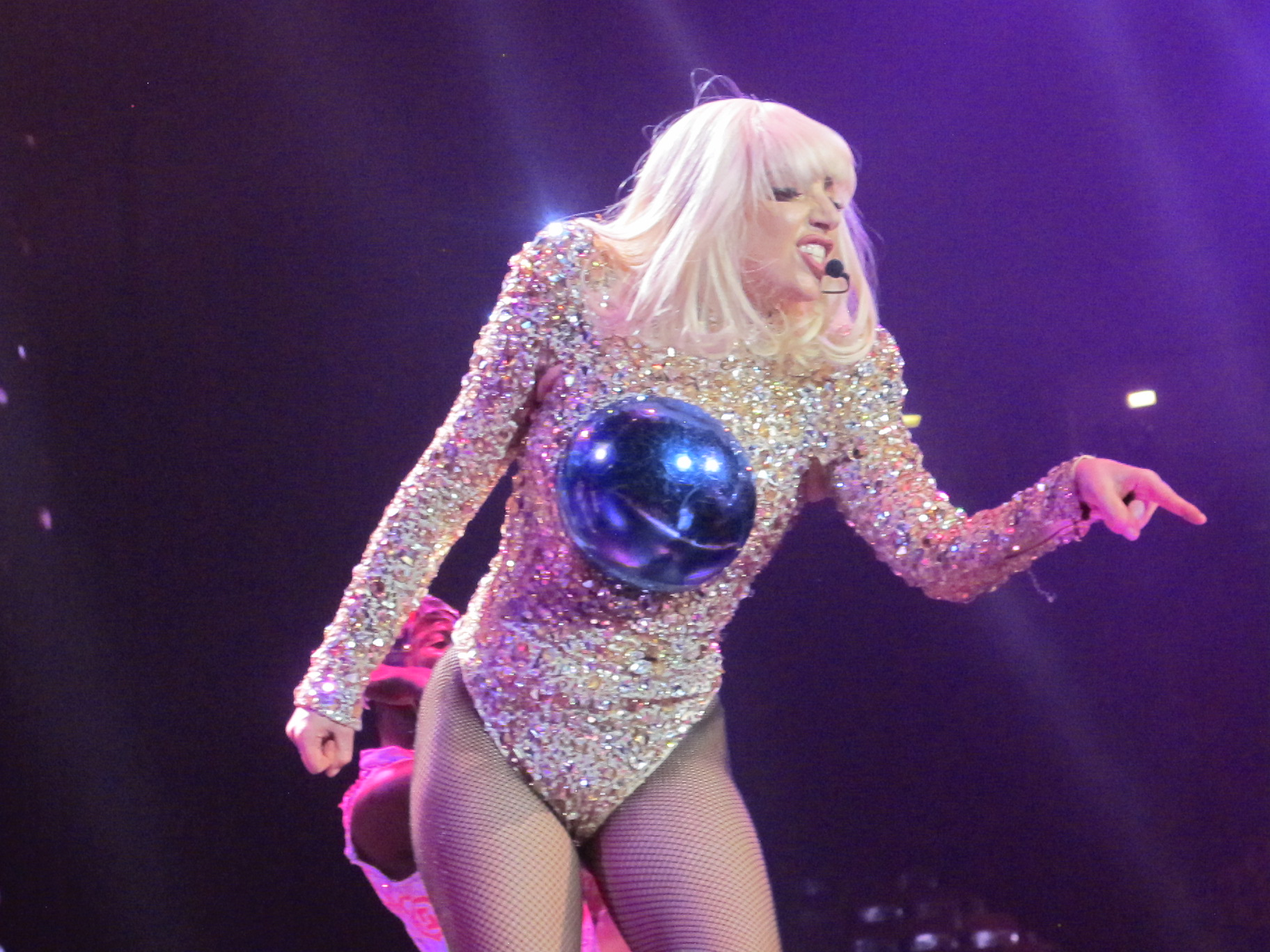
「ArtRave: The Artpop Ball」でパフォーマンスするガガ。

2013年8月、次作アルバムの先行シングル「アプローズ」を発表。全米チャートで4位、スペインやハンガリーなど世界8カ国のチャートで1位を獲得した。
10月、R・ケリーをフィーチャーした第2弾シングル「ドゥー・ホワット・ユー・ウォント」を発表。なお本曲は、2018年に報道されたケリーの性的暴行疑惑を受け、2019年現在全てのストリーミングプラットフォームから削除されているほか、以降に発売されたCDなどのフィジカル版からも削除されている。
2013年11月、第3弾アルバム『アートポップ』を発売。本作はアメリカやイギリス、日本などで1位を獲得したものの、全米で初動25万枚と売り上げは前作に比べ不振に終わってしまう。このアルバムには2億円以上のプロモーション費用がかかっていたため、レコード会社は赤字を計上。発売元のインタースコープ・レコードは50人のリストラを敢行するはめになった。
2014年3月、アルバムからの最終シングル「G.U.Y.」を発売。米ビルボード誌のダンス・クラブ・チャートで4位を記録した。
2014年5月、ワールドツアー「アートレイヴ：ジ・アートポップ・ボール」を開始。このツアーの行程には「ボーン・ディス・ウェイ・ボール」で弾かれた都市も含まれており、8,300万ドルの収入を上げた。

### 2015年 - 2017年：女優業の成功、ジャズ・カントリーへの転向―『チーク・トゥ・チーク』『ジョアン』

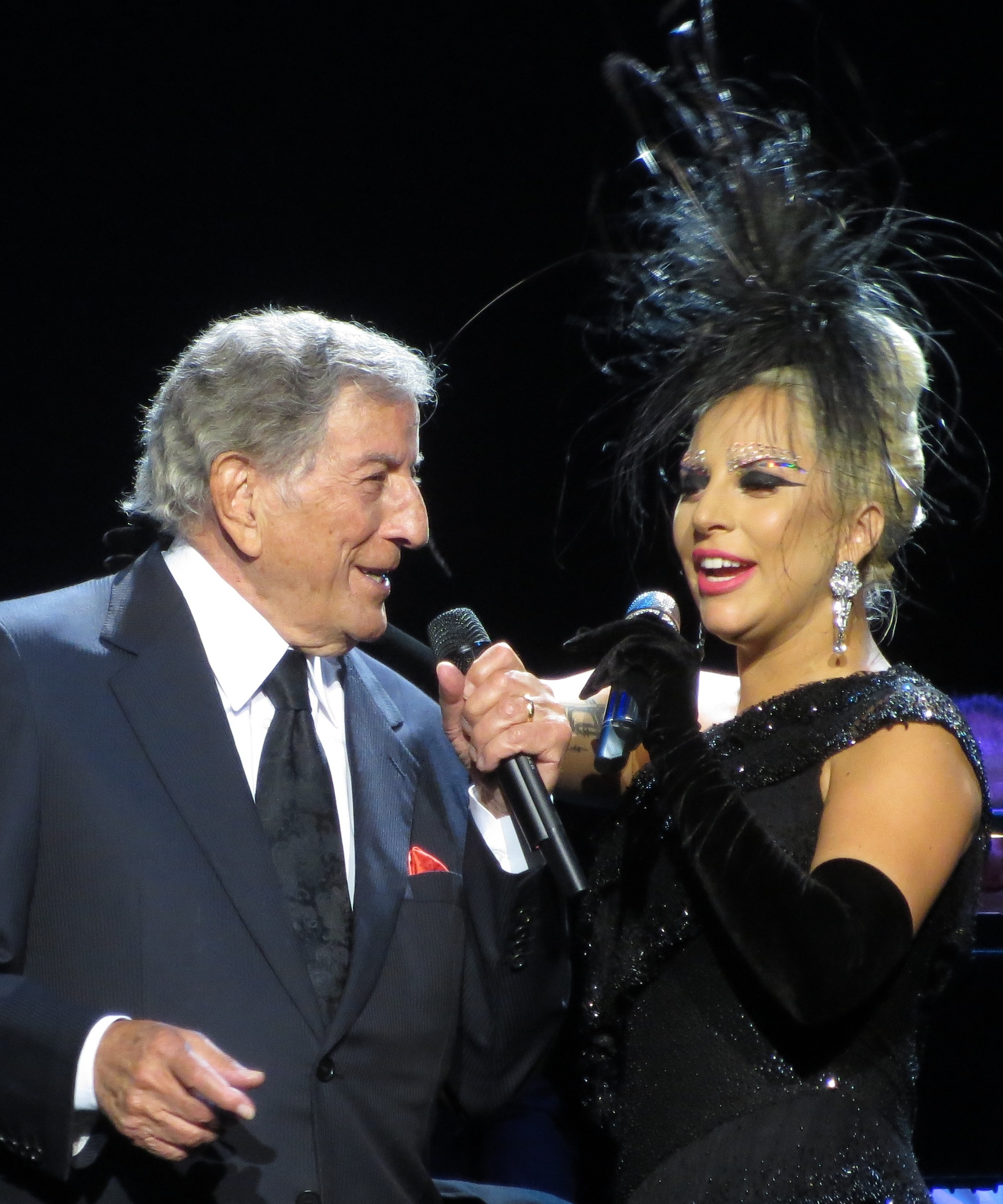
トニー・ベネットとパフォーマンスするガガ

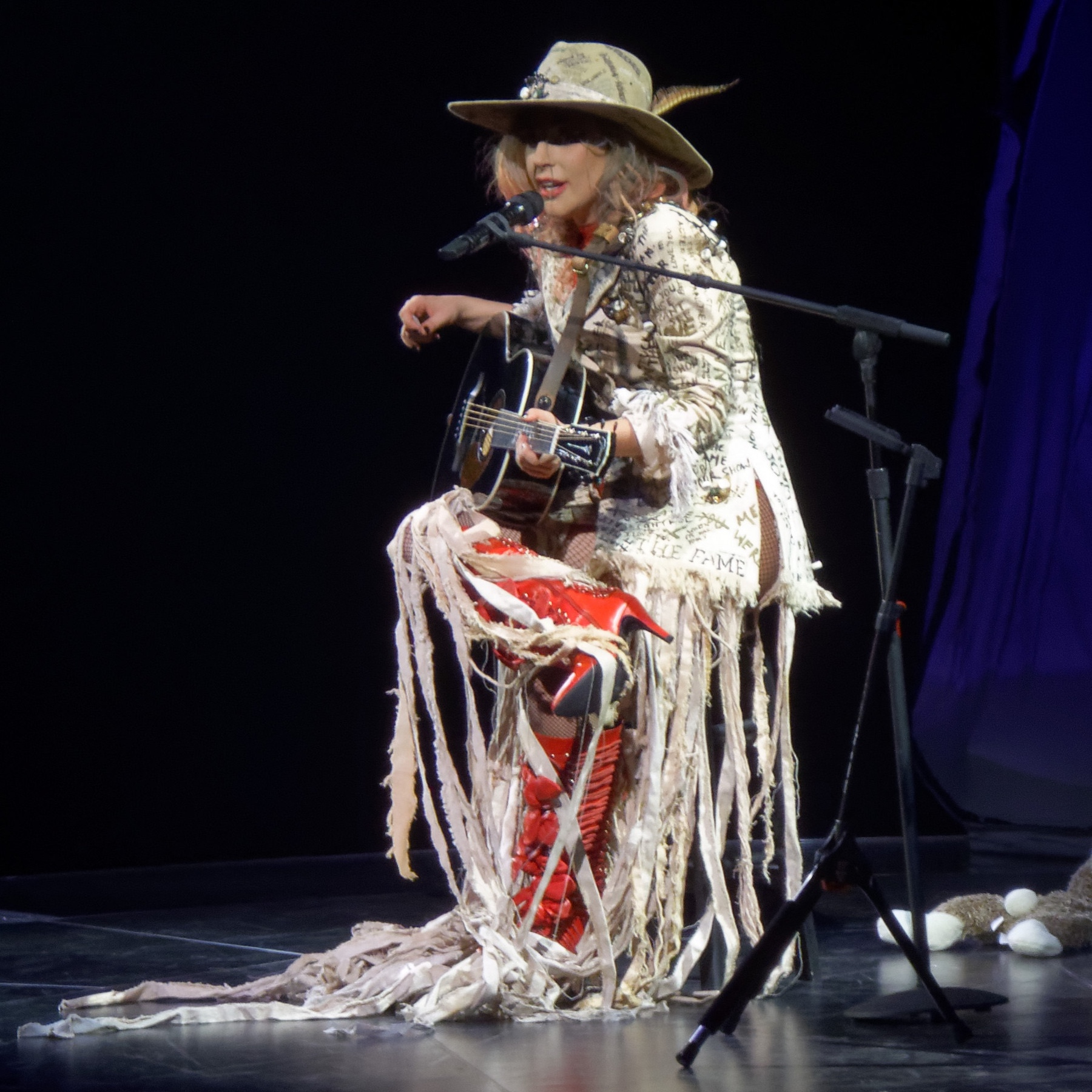
「ジョアン・ワールドツアー」でのガガ

2014年9月、トニー・ベネットとのジャズアルバム『チーク・トゥ・チーク』を発表。本作は肯定的な評価を受け、Billboard 200で1位を獲得し、第57回グラミー賞で最優秀トラディショナル・ポップ・ボーカル・アルバムに選出された。
2014年12月、ワールド・ツアー「チーク・トゥ・チーク・ツアー」を開始。翌年8月まで行われた。
2015年10月から翌年1月にかけて、テレビアンソロジーのホラーシリーズ『アメリカン・ホラー・ストーリー』の第5シーズンに出演。女優が幼少期の夢であったという彼女は、ホテルオーナーのエリザベス役で出演し、第73回ゴールデングローブ賞にてミニシリーズ・テレビ映画部門の最優秀女優賞を受賞した。なお、2016年9月から11月に放映された第6シーズンでは、スカアハという名前の魔女を演じた。この経験は『ジョアン』の音楽性にも影響を与えたと本人は発言している。
2016年2月、第50回スーパーボウルの国歌斉唱を担当。
10月21日、第5弾アルバム『ジョアン』を発表。従来の奇抜な写象を一新、カントリーを基調とした音楽性が特徴となった本作は、ビルボード200で1位を獲得し、彼女は2010年代に4回チャートのトップに輝いた初の女性歌手になった。 表題は過去に音楽的影響を受けた叔母にちなんでつけられた。アルバムのセカンドシングル「ミリオン・リーズン」は翌月に続き、全米で4位に達した。
2017年2月、第51回スーパーボウルでハーフタイムショーに出演。ショーでは、空中で数百台のドローンが象ったアメリカ国旗を背景に、米愛国歌「ゴッド・ブレス・アメリカ」を熱唱。その後、ワイヤーを用いた空中回転などのアクロバティックな演出やダンス、あるいは弾き語りをしながら「ポーカー・フェイス」「ボーン・ディス・ウェイ」など往年のヒット曲を披露する圧巻のパフォーマンスを見せた。このショーはアウトスタンディング・スペシャル・クラス番組部門でエミー賞にノミネートされ、CBSスポーツからはスーパーボウルのハーフタイムショー史上2番目にいいショーという評価を受けた。
同年4月16日、配信限定のノンアルバム・シングル「ザ・キュアー」を発売。当時のガガとしては珍しくモダンでスローなシンセ・ポップで、全米39位、全英19位を記録した。
8月、ワールドツアー「ジョアン・ワールド・ツアー」を開始。
同年9月、ネットフリックスのドキュメンタリー映画『レディー・ガガ：Five Foot Two』が配信開始。映画では『ジョアン』の制作過程やハーフタイムショーの準備などが描かれてるほか、長年苦しんできた慢性的な痛みとの闘いについても明かされている（後に彼女はリウマチ性の疾患である線維筋痛症を患っていることを発表しており、2018年2月には痛みが原因で「ジョアン・ワールド・ツアー」が中止されるに至った）。

### 2018年 - 2019年：アカデミー賞受賞―『アリー/ スター誕生』

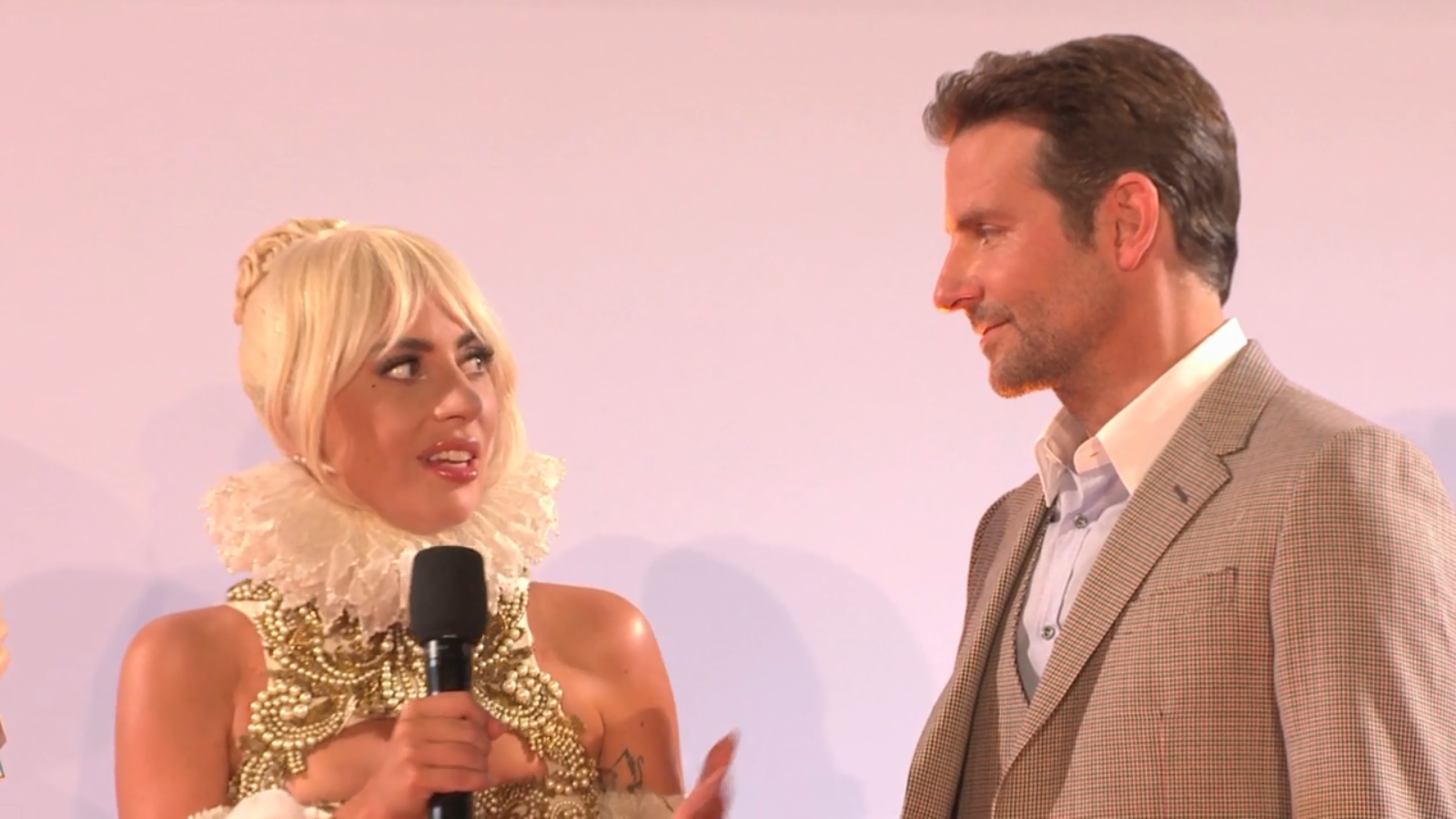
アリー/スター誕生ロンドンプレミアにて共演者のブラッドリー・クーパーと（2018年）

2018年後半、映画『アリー/ スター誕生』に主演女優として出演。ブラッドリー・クーパーと共演した本作は批評家から非常に高い評価を受けた。彼女自身もアカデミー賞、ゴールデングローブ賞、英国アカデミー賞、全米映画俳優組合賞の主演女優賞にノミネートされる快挙を達成。クリティクス・チョイス・アワードと米国映画批評会議賞では主演女優賞を受賞した。
同年10月5日、同名のサウンドトラック盤を発売。クーパーとの共同制作による本作は全米で初登場1位、イギリスやオーストラリア、アイルランドなどでも1位を獲得。これにより彼女は2010年代に5つのアルバムで全米1位になった唯一の女性歌手となった。また批評家からも高い評価を受け、英国アカデミー賞を受賞した。本作からの先行シングル「シャロウ」は、アメリカを含む数カ国のチャートで1位を獲得し、アカデミー賞、ゴールデングローブ賞、クリティクス・チョイス・アワード、グラミー賞2冠を総なめにした。
12月、米ラスベガス常設公演を発表。『レディー・ガガ・エニグマ』と『レディー・ガガ・ジャズ＆ピアノ』と題された2種類の公演が、2018年12月28日から2019年11月までMGMパーク・シアターで行われた。

### 2020年 -：ダンス・ポップへの回帰―『クロマティカ』『ハウス・オブ・グッチ』『トップガン マーヴェリック』

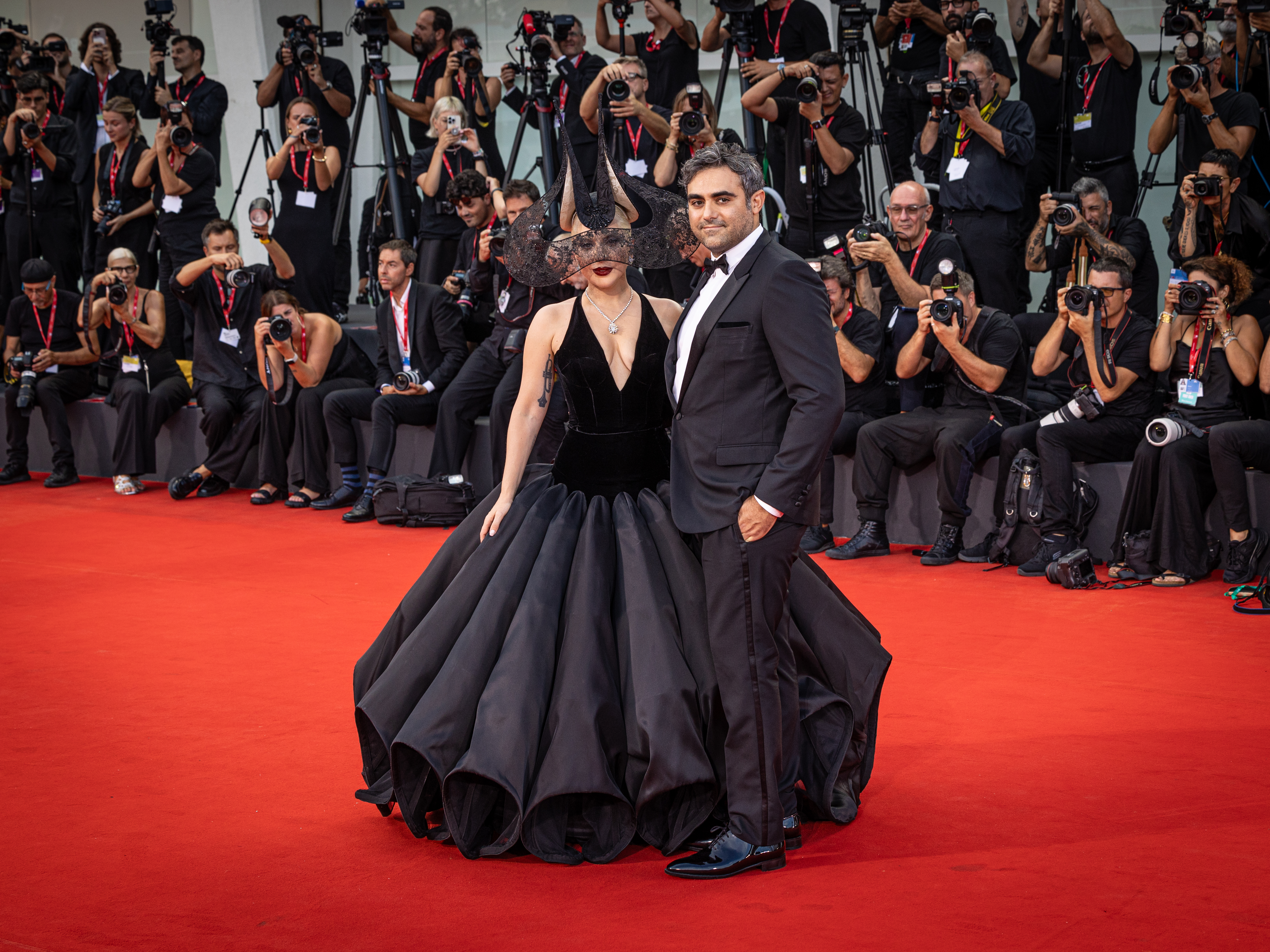
第81回ヴェネツィア国際映画祭にて婚約者のマイケル・ポランスキーと（2024年）

2020年2月28日、来る第6弾アルバムからの先行シングルで、3年ぶりのオリジナル曲となる「ステューピッド・ラヴ」を世界同時配信。『アートポップ』以来となるダンス系のEDMで、ピンクを基調とした特撮ヒーロー風のミュージック・ビデオも含めて原点回帰的な楽曲として話題を呼んだ。全英と全米で5位を獲得。
3月25日、COVID-19の世界的流行により、4月に予定していた新作アルバムの発売、およびそれに伴うワールド・ツアーの開催を延期することを発表。ガガはツイッターにて「このパンデミックにおける世界の状況を踏まえ、今はアルバムを出すべきではないと考えた」と綴り、代わりにパンデミックの収束に向け様々な形で協力していくことを明らかにした。
4月18日、グローバル・シチズン・フェスティバルとともに、オンライン・コンサート『ワン・ワールド：トゥゲザー・アット・ホーム』を主催。ガガは冒頭でチャップリンの「スマイル」を弾き語った後、番組の最後に再び登場し、アンドレア・ボチェッリ、セリーヌ・ディオン、ラン・ラン、ジョン・レジェンドとともに「ザ・プレイヤー」を歌い上げた。
5月22日、アリアナ・グランデと組んだ第2弾先行シングル「レイン・オン・ミー」を世界同時配信。本曲は配信開始後1時間でiTunesチャート1位を獲得したほか、全米・全英チャートの両方で初登場1位を記録する快挙を成し遂げた。また、イギリスでは女性のコラボレーションシングル史上最多の初週視聴回数を記録している。ELLE誌はこの曲を「苦難への忍耐、癒し、そして失恋や痛みの中に美しさを見つけ出すことを描いた力強い曲」であると述べた。
28日、BLACKPINKと組んだ楽曲「サワー・キャンディー」をプロモーショナル・シングルとしてアルバムより一足先に世界同時配信。世界57ヶ国のiTunesチャートで1位を獲得した。
29日、第6弾アルバム『クロマティカ』を発表。本作にはハウス、テクノ、ユーロダンスなど1990年代のシーンを彷彿とさせる音楽的要素が詰め込まれており、ガガのダンス・ポップへの回帰を象徴するアルバムとして批評家からは概ね高い評価を得た。アメリカでは配信開始から40分ほどでiTunesチャートの1位に輝き、その時点で年間最速の売上を記録したアルバムとなった。全米で6枚目、全英で4枚目となる1位を獲得。
8月30日、MTVビデオ・ミュージック・アワードにて、同年最多となる5部門を受賞。この年から音楽、ファッション、演技など様々なフィールドにおいて活躍している人に贈られる「Tricon」部門が新設され、ガガが最初の受賞者となった。授賞式では終始マスクを着用しながら、アリアナ・グランデを迎えて「レイン・オン・ミー」など『クロマティカ』からのメドレーを披露した。
9月18日、第3弾シングル「911」を配信。「クロマティカⅡ」から始まって「クロマティカⅢ」に帰着するショート・フィルム風のミュージック・ビデオは、ガガ本人の過去のトラウマとの闘いから着想を得ており、ターセム・シンが監督を務めた。
アメリカ大統領選を目前に控えた11月2日、激戦州であるペンシルベニアのピッツバーグでジョー・バイデン候補の選挙キャンペーンに参加。「シャロウ」と「ユー・アンド・アイ」の2曲を披露した。
2021年1月22日、ジョー・バイデン大統領の就任式に出席し、アメリカ合衆国国歌を独唱。就任式で国歌を歌った歴代6番目の女性歌手となった。
同年には『ボーン・ディス・ウェイ』の10周年記念盤を発売し、カイリー・ミノーグやイヤーズ・アンド・イヤーズが参加。
2022年、ワールド・ツアーとしては4年ぶりとなる『クロマティカ・ボール・ツアー』を2年遅れで開催。
ツアーは新型コロナウィルス感染症の世界的流行による影響が色濃い中開催されたが、2024年に公開されたドキュメンタリーの中でツアー中、新型コロナウィルスの陽性反応があったにも関わらず、5公演の開催を強行したと告白したことが大きな非難を浴び、炎上する事態となった。

## 芸術性

### 音楽
彼女は、自身が影響を受けた芸術家として主にデヴィッド・ボウイ、クラウス・ノミ、クイーン、エルトン・ジョン、スティーヴィー・ワンダー、ブルース・スプリングスティーン、クラレンス・クレモンズのようなロック・スターや、ブラック・サバス、AC/DC、ジューダス・プリースト、アイアン・メイデン、メタリカのようなハードロック・ヘヴィメタルバンドや、ポップ歌手のマドンナ、マイケル・ジャクソン、シンディ・ローパー、カイリー・ミノーグ、ホイットニー・ヒューストン、ブリトニー・スピアーズ、シェール、グロリア・エステファン、ベット・ミドラー、バーブラ・ストライサンド、芸術家のアンディ・ウォーホル、詩人のライナー・マリア・リルケ、ファッション・アイコン及びエンターテイナーであるグレイス・ジョーンズなどの名前を挙げている。

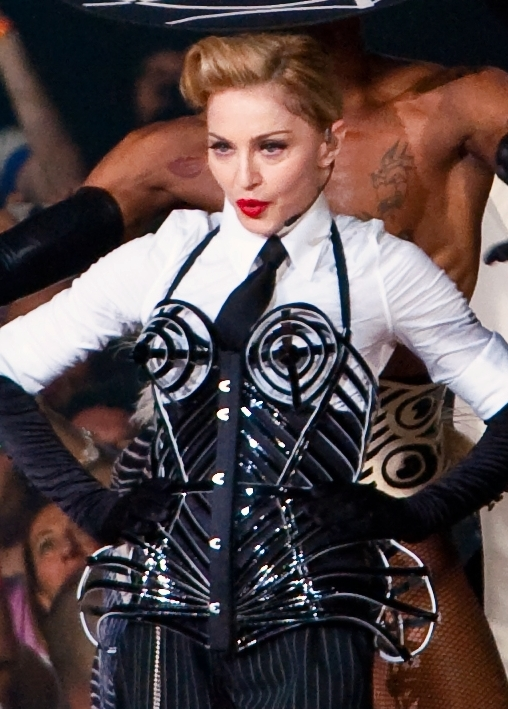
マドンナ

特に多くのメディアや評論家たちは、ガガの音楽やビデオから舞台上でのパフォーマンスに至るまで、強いマドンナの影響を指摘している。そのマドンナの影響について訊かれた彼女は、「私ほどマドンナを尊敬して愛しているファンはいないわ。個人的にもプロフェッショナルな意味でも一番のファンなの」と語っている。しかし「ボーン・ディス・ウェイ」での一件から不仲説が度々報じられており、2016年にはガガが「私はマドンナと違って楽器を演奏して、曲も書いて、スタジオで何時間も過ごす。だから私はマドンナとは全然違うのよ」と発言、実際にはマドンナも同じく自分の曲作りにはメインライターやエグゼクティブ・プロデューサーとして常に参加しており、更に楽器も演奏することがある事から、そういったガガの発言に対してガガの名前は出さずとも反論するような投稿を行うなどしていたが、マドンナは2019年のインタビューで「人々は私達が敵同士だと盛り上がってるけど、私達は別に敵同士ではない」と一蹴している。
ガガはジャネット・ジャクソンからの影響も明かしており、「とてつもないレジェンドであり、才能を持っている。私が本当に尊敬する人」と語っている。「アレハンドロ」のミュージック・ビデオはガガのお気に入りのジャネットのビデオ「リズム・ネイション」との関連性もみられる。
| デヴィッド・ボウイ（左）とフレディ・マーキュリー（右） |  | デヴィッド・ボウイ（左）とフレディ・マーキュリー（右） |
| デヴィッド・ボウイ（左）とフレディ・マーキュリー（右） |  |                                                        |

特に下積み時代、ガガがインスピレーションを求めたアーティストの中でもクイーンとデヴィッド・ボウイは重要なお手本となったという。後年彼女は下のように語っている。
彼らの音楽とステージは、いつも非常にパワフルなイメージを伴っていた。そして一定の演劇性とドラマ性を含んでいて、それが人々を日常生活から連れ出し、彼らが表現しようとしていることの渦中に運んでくれた。つまり『入り口』みたいなもの。それに私は演劇が大好きで何年も学んだし、彼らは私が愛するものすべてを融合させてシアトリカルなポップ・ミュージックを成立させる方法を指し示してくれたってわけ。
彼女の歌唱はマドンナやグウェン・ステファニーのそれと比較されることが多い。また音楽の構図に関しては1980年代のポップや1990年代のユーロポップからの影響を指摘されている。『サンデー・タイムズ』は『ザ・フェイム』の批評において「レディー・ガガの音楽・ファッション・芸術・テクノロジーを融合すると、マドンナや、『ホラバック・ガール』のころのグウェン・ステファニー、2001年のカイリー・ミノーグまたはグレイス・ジョーンズを呼び起こす」と書いた。同様に『ボストン・グローブ』の批評家サラ・ロッドマンは「明らかにマドンナとグウェン・ステファニーからひらめきを得ている」とコメントした。
またエヴァン・ソーデーは彼女の歌詞について、「知的な刺激に欠いている分、リスナーを楽しませることができる」と批評した。
デビュー時から奇抜な写象で売り出してきた彼女だが、2013年の『アートポップ』が不振に終わったことを受け、自身のスタイルを変化させていくようになる。アルバム『チーク・トゥ・チーク』を皮切りにしたジャズへの挑戦や、第87回アカデミー賞授賞式でのジュリー・アンドリュースへのトリビュート・パフォーマンス、第50回スーパーボウルでの国会斉唱などを通じて、これまでの奇抜さとは裏腹な「正統派」でかつ並外れた歌唱力と表現力を見せつけたのである。その成果は、カントリー基調の次作『ジョアン』の成功となって現れたといえる。

### ファッション

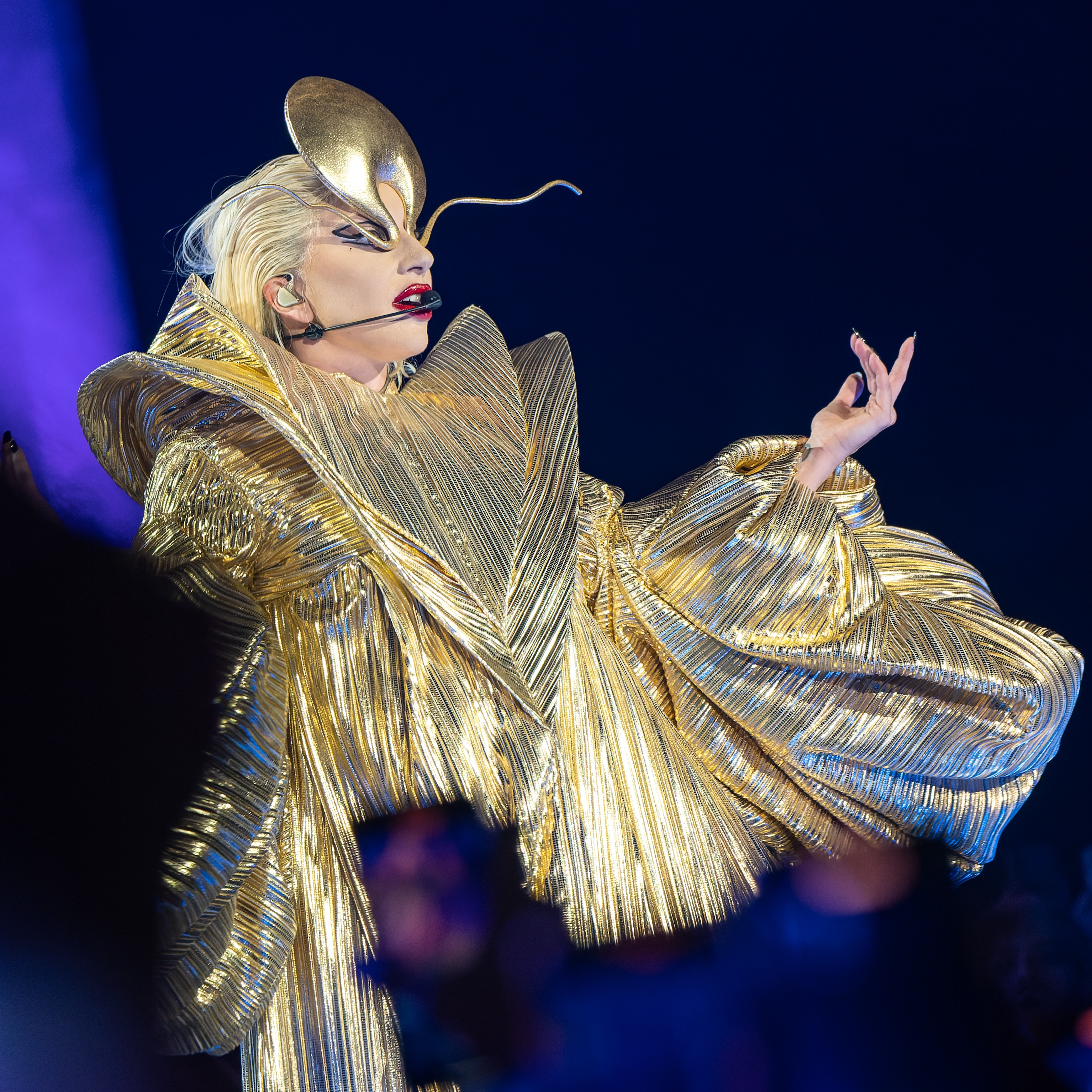
2022年

彼女曰く、ファッションは自身にとって「何よりも大切なもの」でまた「自分のすべて」であり、彼女が「音楽を書くとき、ステージで着たい服について考えている」のだという。現在のファッションに対する自身の愛情は、常に身だしなみがよく美しかったという母親からの影響によるものが大きいと語っている。彼女はそうした自身の服、ステージ、ヘアスタイルなどの多くに関わる専門的チームを持っており、「ハウス・オブ・ガガ」と呼ばれている。
彼女の髪型は服やメイク同様に多彩で、頻繁に変化する。彼女は歌手のエイミー・ワインハウスとの類似を避けるため、彼女はブルネットである自身の髪をブロンドに染めたこともあったという。ちなみに、千葉大学大学院工学研究科の斎藤恭一教授と環境浄化研究所が開発した、放射性セシウムを吸着するナイロン繊維は「ガガ」と名づけられた。この名前はレディー・ガガの髪型と商品の見た目が似ていることに因むという。
彼女は6つのタトゥーをいれていることが確認されている。手首にあるピースシンボルのタトゥーは、彼女が『ガーディアン』において「英雄」だと語っていたイギリスのミュージシャン、ジョン・レノンに影響を受けたもの。彼女はオノ・ヨーコと個人的に親交があり、飼っている柴犬にも「ヨーコ」と名づけている。ガガはこのタトゥーを入れた理由について、次のように語っている。
ひとつはもちろん反戦の意思表示として。そしてもうひとつは……ジョンとヨーコが『Give peace a chance（平和にチャンスを与えて）』と宣言したとき、それが具体的に何を意味するのか2人は詳しく説明しようとしなかった。『それだけのシンプルなこと』としか言わなかったわ。つまり、このタトゥーはシンプリシティのパワーを私に思い出させてくれるの。シンプルであれば魔法の薬がなくても誰にでも理解できて、チャンスを与えてあげさえすればいいんだってことを。
左腕には詩人のライナー・マリア・リルケの詩が引用されている。リルケは彼女が一番好きな哲学者であり、自身はドイツ語を解さないものの、毎日その詩のタトゥーを見ることによって「書き手（ソングライター）」としての励みにしているという。さらに、左肩の「TOKYO LOVE」というタトゥーは、2009年の訪日時に競演した写真家の荒木経惟に感銘を受けて入れたものである。なお、父親の頼みにより、タトゥーは体の左側だけに入れるようにしているという。
このような奇抜でときに過激な彼女のファッション・スタイルには、批判も存在した。例えば彼女がドナテラ・ヴェルサーチからのインスピレーションを告白した際、『ロサンゼルス・タイムズ』のメリッサ・マグサイサイは「トップとボトムを同時に着るガガには嫌悪感を抱く」と主張し、「シャンパンをがぶ飲みし油っぽい男性に仰がれているその姿は、まさにドナテラ風だ」と批判した。また、2008年末には歌手のクリスティーナ・アギレラとの類似が指摘され始めた。指摘されたのはおもにスタイル、ヘアーやメイクアップの類似であるが、これを聞いたアギレラは「ガガを知らない」「ガガが男性か女性かも知らない」と切り捨てた。この発言を受けてガガは「彼女はビッグスター。そして、類似が指摘されるまで多くの人は私を知らなかったから、何かあるとすれば私は彼女に花を送らなくちゃいけない」というコメントを発表し、「私はこのスキャンダルで記憶されたくない」と付け加えた。

## 社会貢献活動

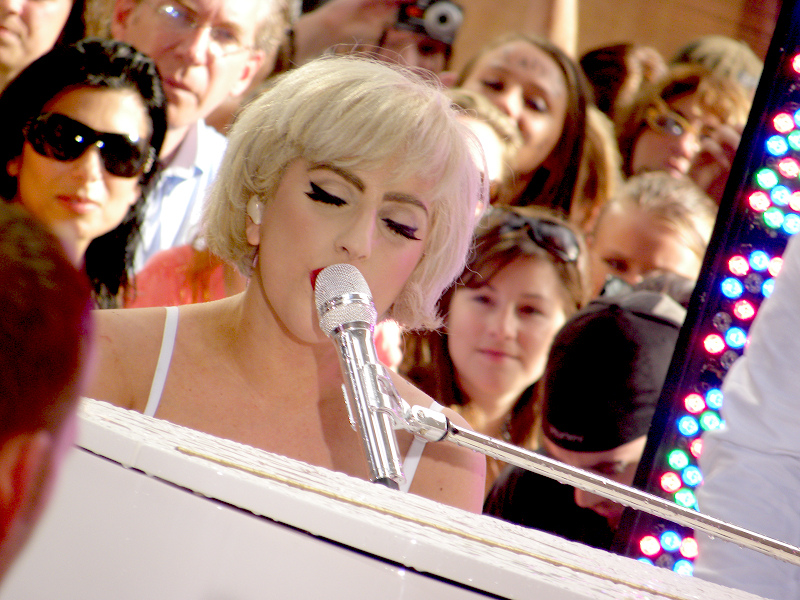
トゥデイで「ユー・アンド・アイ」を歌うガガ。

彼女は活発な社会活動家としても名を馳せている。
若者たちのボランティア活動を支援する非営利団体「DoSomething.org」が発表した、セレブリティによる慈善活動貢献度のランキング「Top 20 Celebs Gone Good」において、彼女は2年連続で1位に選出された。

### ハイチ地震の復興支援
2010年のハイチ地震の被災者のために彼女は寄付金を用意した。それは公演の収益や、自身のオンライン・ストアの収益を資金源に集めたもので、総額は50万ドル以上にのぼった。

### エイズ撲滅運動
彼女はHIVに関する啓蒙活動も活発に行っている。
2010年1月、ジャスティン・ティンバーレイク、ジェニファー・ハドソンなどのセレブたちとともに、アリシア・キーズ主催のチャリティ活動への参加を表明。100万ドル（約8,500万円）の寄付が団体に集まるまで各人のツイッターへの書き込みやフェイスブックの更新をせず、インターネット上から一時的に「消滅」する活動を行った。これはデジタル・ライフ・サクリファイスと呼ばれており、この活動で集まった金はすべてアフリカやアジアのHIVに苦しむ子どもたちを助ける団体に寄付された。
また2011年2月には、MACエイズ基金「ビバ・グラム・キャンペーン」への支援を表明。歌手シンディ・ローパーと共同で女性たちへの啓蒙活動を目的とした曲を制作し、その売上1億6,000万ドル以上を病気の感染者援助のための基金に寄付した。
2011年10月、インドを訪れた際、HIVに感染した子どもたちをケアするNAZ財団に自ら電話して施設を訪問、事前に子どもたちのために購入した食べ物を届けた。彼女は撮影や用意された椅子への着席を拒否し、床に座って子供たちと直に触れ合った。

### 性的少数者への支援

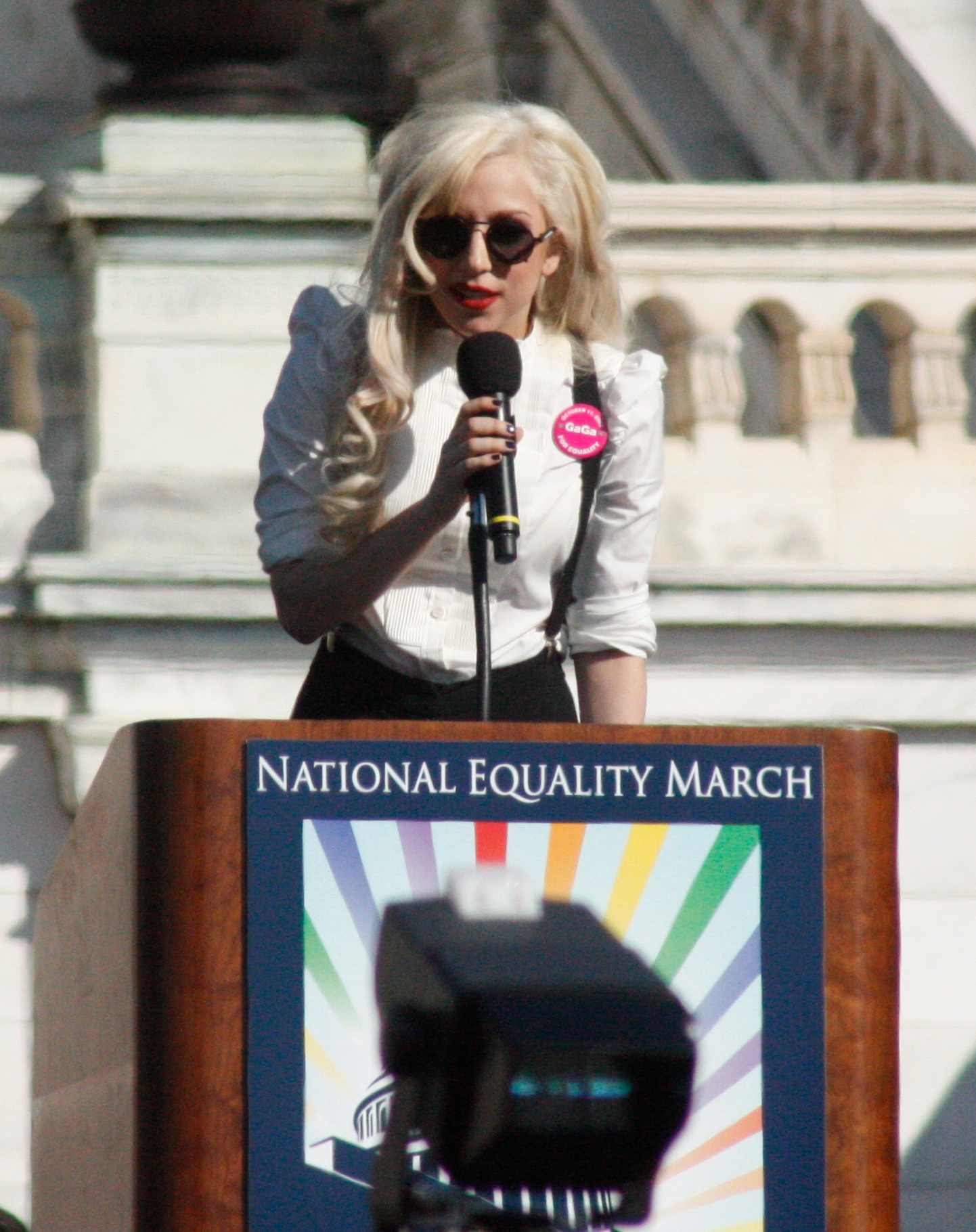
2009年10月11日、ゲイの人権平等を訴える集会でスピーチするガガ。

彼女が早い段階で成功を勝ち取れた要因として、同性愛者コミュニティからの絶大な支持が大きいとされる。彼女はそうした関係について次のように語っている。
私の分岐点は、同性愛者のコミュニティだった。私にはとても多くの同性愛者のファンがいる。そして、彼らは私をとても慕ってくれる。そして、彼らは私を持ち上げてくれた。彼らは私を常に支持してくれてるし、私も彼らを常に支持している。ファンベースを作ることは容易ではない。
2008年5月、LGBTテレビジョン・ネットワークLogoの「NewNowNext Awards」で「ジャスト・ダンス」を披露。同年6月にサンフランシスコ・プライドでも演奏。これらが彼女のテレビ番組での最初のパフォーマンスとなった。
2009年5月、マンハッタンに拠点を置くLGBTマーケティング会社「FlyLife」でアルバム『ザ・フェイム』を初披露。その際、「私はあなたがたを愛している。あなたはこのプロジェクトの最初の鼓動であった。そして、あなたの支持と輝きは私にとっての世界を意味する。この驚くべきチームと協力し同性愛者のコミュニティのために戦う」と語った。

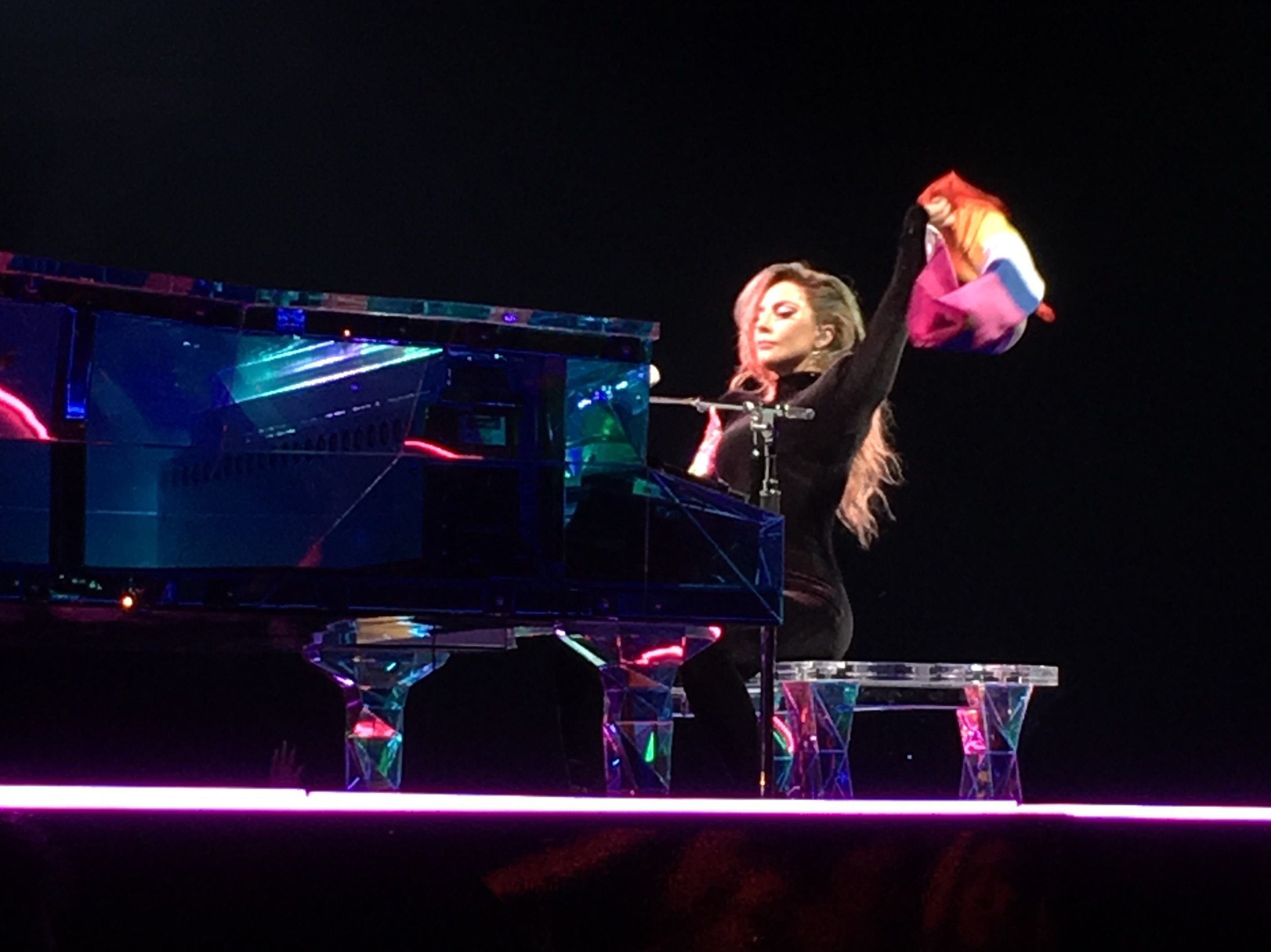
コンサート中、レインボーフラッグを振るガガ。

同時期、『エレンの部屋』にゲスト出演。司会のエレン・デジェネレスを「女性と同性愛者コミュニティのための発想の源」と称賛した。また、MTV Video Music Awards 2009でガガは、「神とゲイに感謝するわ」という受賞スピーチも行っている。2011年7月12日には同性愛者支援の功績がたたえられ、シドニーから名誉市民の称号を贈られた。
2010年9月20日、アメリカ軍の同性愛者雇用を容認しない「Don't Ask, Don't Tell（訊かず、言わざる）」のポリシー撤廃を掲げ、メイン州ポートランドで次の通り演説を行った。
平等とは私たちが国民として支持するプライム・リブなのです。そして、私は祖国が提供する最良の部位の肉を楽しむことができません。私が着ていたような生肉ドレスを着る権利を、誰もが受けるべきではないのでしょうか」と、2010年のグラミー賞で大騒ぎになった自身の生肉ドレスと関連させて演説を進めた。「議員や大統領が米軍の同性愛者雇用差別撤廃を認めないのならば、軍隊は誰のために戦っていてプライムリブはいくらするのか説明してほしいです。なぜなら、私はこれが『食べ放題』のビュッフェだと思っていたからです。この平等というものは、みんなのためのものだと思っていました。でもどうやら、私はバイセクシャルだから、一部のセットメニューや一部の市民権を得るためには、追加料金を払わなければならないようです。自分の食事を注文する番がきても、私が戦っている自由に関する憲法の恩恵を受けるときがきても、私は追加料金を払わなければなりません。本当は追加料金を払う必要があるべきではないのです。仲間の軍人、異性愛者の軍人たちの権利メニューにはすでに含まれている肉——つまりは権利を楽しむ能力や機会、権利が、私にも与えられるべきです。その肉はプライム・リブで、同じサイズで、同じグレードで、同じ値段で、卸売原価で、憲法に含まれているのです。
（中略）
Don’t Ask, Don’t Tellのポリシーは後進的だと思いませんか？同性愛者の軍人を嫌う異性愛者の軍人こそ家に帰すべきではないですか？私は問題のある軍人を家に帰す法律を提案したかったのです。同性愛者が気に入らないのなら家に帰りなさい。
1年後の2011年9月21日、オバマ大統領の「もう同性愛者でないと嘘をつく必要はない」という声明とともに米軍の同性愛者雇用差別は撤廃された。これを受け彼女は「涙とプライドを抑えることができません。私たちは成し遂げました。私はアメリカ人であることを誇りに思います」と語った。また、2012年5月9日にABCテレビのインタヴューでオバマ大統領が同性婚を支持するコメントをしたのに対し、ガガはツイッターで「平等な結婚を支える、初の現職の大統領となることをお祝いするわ」とツイートした。

### いじめ撲滅運動
2011年9月、自身がゲイであることが原因で受けたいじめを苦に14歳で自ら命を絶ったジェイミー・ロードマイヤーの自殺事件（Suicide of Jamey Rodemeyer）を受け、以下の文章をツイッターに投稿した。
ここ数日、わたしは泣き叫び続けている。強い怒りを感じているわ。誰かの命が残酷に奪われたとき、愛を感じるのはとても難しい。
14歳のジェイミーは、いじめが原因で命を絶ちました。いじめは、違法にしなければならない。いじめは、憎悪犯罪（ヘイトクライム）です。
ジェイミーは、「It Gets Better Project（ガガら著名人を含め、さまざまな性的指向により偏見や差別を受けている人々がそれぞれカミングアウトし、「今のこの苦しい環境が、やがて改善されていく」というメッセージを集めた活動）」に賛同する形で、ユーチューブにて自身がバイセクシュアルであること、それによりいじめを受け苦しんでいること、しかし両親やスクールカウンセラーからの支えにより明日への希望を持ち続けていること、そして、「ボーン・ディス・ウェイ」をはじめとしたガガの作品により救いや幸福を感じていることなどを生前に告白していた。彼女はジェイミーの死から1週間後、ラスベガスのMGMグランド・ガーデン・アリーナで行われた「iHeartRadioミュージック・フェスティバル」で自身の楽曲「ヘアー」を歌う際に、スクリーンに映し出されたジェイミーのユーチューブの動画とツイッターのツイートを見ながら「ジェイミー、あなたは空から私たちを見てるのよね。あなたは犠牲者じゃないわ。私たち全員への教訓よ」「ちょっと暗い気持ちになっちゃったわよね。でも、時には音楽よりも大切なことがあるわ。ジェイミーに私たちの思いを届けましょう」と観客に向かって語り、曲の途中で歌うのをやめ「いじめは負け犬のやること」「ジェイミー、あなたはおかしくなんかないのよ」と呼びかけた。このいじめ自殺事件に深く心を痛めたことを契機として同年11月、ガガはいじめ撲滅を目指し「ボーン・ディス・ウェイ財団（Born This Way Foundation）」を設立した。

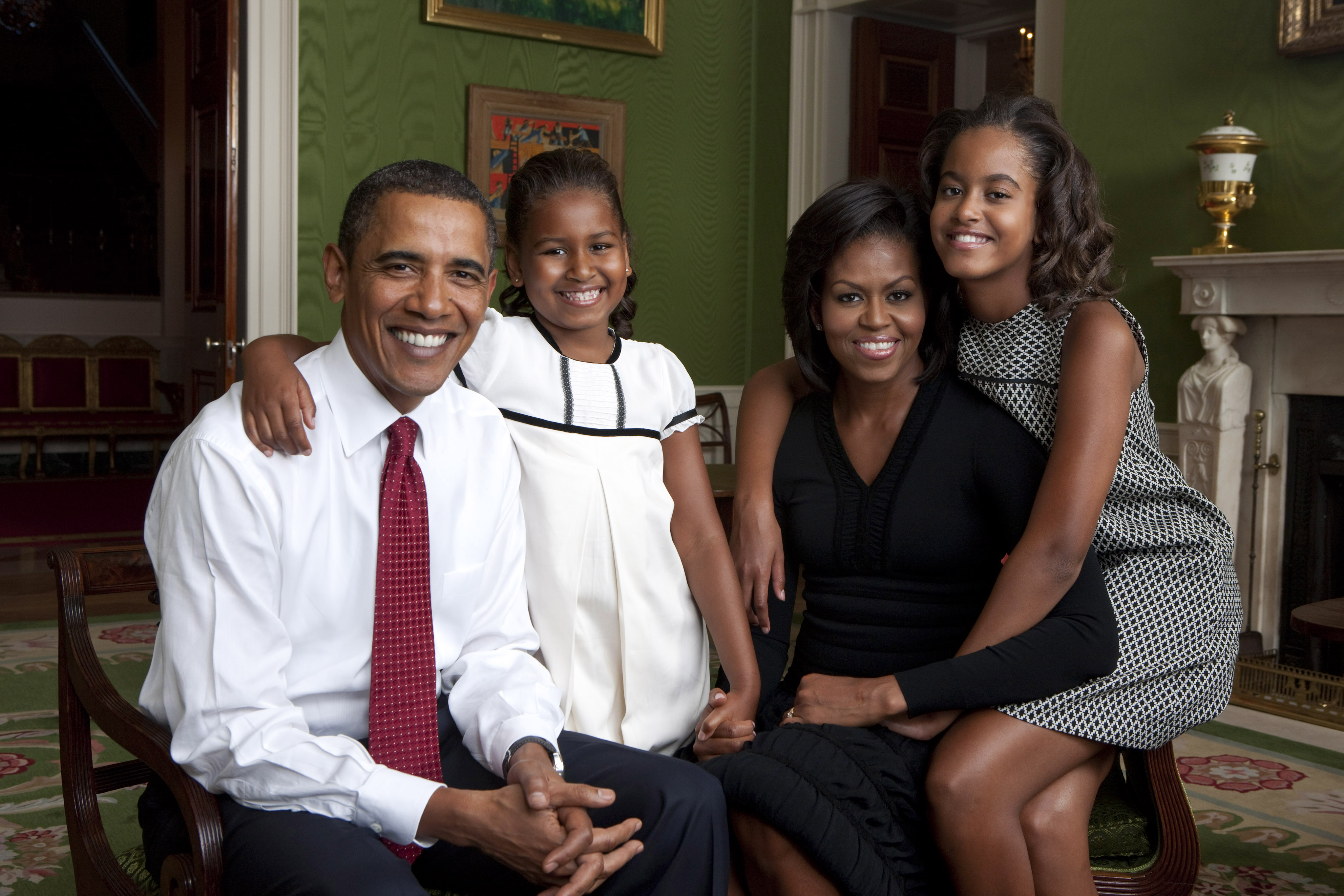
バラク・オバマ

さらにこの事態を訴えるために、ガガはアメリカのバラク・オバマ大統領の選挙資金集めイベントに274万円支払って参加し、そこでオバマ大統領と対談を行った。そこでオバマ大統領は以下の声明を発表。
ゲイだという理由でいじめられて自殺してしまった少年の話を聞いて、2人の子どもを持つ私も大変ショックを受けました。ゲイのみなさんの苦しみは分かってあげられませんが、ゲイだということでいじめられるのは避けて通れない道なのだとか、いじめられる側にも原因があるのだということは間違っていることです。今いじめにあっているあなたは決して1人ではないし、辛いことがあったらあなたを理解してくれるであろう人物に助けを求めて下さい。誰にも理解されないのだと思わないでください。そうしていくことで大人になるにつれ、あなたが人と違うということが誇りとなっていくことに気づくはずです。
これらの活動により、ガガはトレバー・プロジェクトのチャリティー・イベント、「トレバー・ライブ」において、LGBTコミュニティーの支援に対する功績を称えられ、ジェイミーの家族から「ヒーロー賞」が手渡された。しかし残酷なことに、ジェイミーの死はガガのアンチと同性愛者を嫌悪する人々によって食い物にされてしまう。2012年2月、Twitter上で「#GagasCareerDiedWithJamey（ガガのキャリアはジェイミーとともに死んだ）」というフレーズがジェイミーの死を面白がったユーザーの間で話題にされた。この騒動に激怒したガガは「私を攻撃するために14歳の子の自殺のことをツイートするの? 亡くなった子の痛みを面白がるなんて、自分の品位を考えたらどうなの！」「侮辱するなら私（@ladygaga）に向けてやりなさい！私が受け止めるわ。亡くなってしまって自分を守れない人たちのことを、とやかく言わないでよ。そんな卑怯なことはやめて！」とツイートした。

### 貧困、ホームレス問題の支援
ガガは貧困やホームレス問題を支援するニューヨークのチャリティー団体、ロビンフッド財団と手を組み、ソーシャル・メディアにページを立ち上げ、100万ドル（約8,200万円）の寄付を募った。その後、ガガは自身のフェイスブック・ページを使い、貧困やホームレス問題を支援する慈善団体へのお金の分配金額について意見を集めた。ガガは「ロビンフッド財団と協力して、ニューヨークの若者を支援するための資金を提供できることにワクワクしています。ニューヨークは私の生まれ育った街で、このような子供たちの未来のためにお金を投資することは、大きな効果があると思います」と声明を出し、2011年5月9日、ロビンフッド財団のチャリティーコンサート「2011ロビンフッド財団アニュアル・ガラ」のステージに立った。また、2011年10月1日にニューヨークで開催されたロビンフッドのチャリティコンサート「スティング：25周年記念・60歳バースデーコンサート」にも参加した。

### 東日本大震災の復興支援

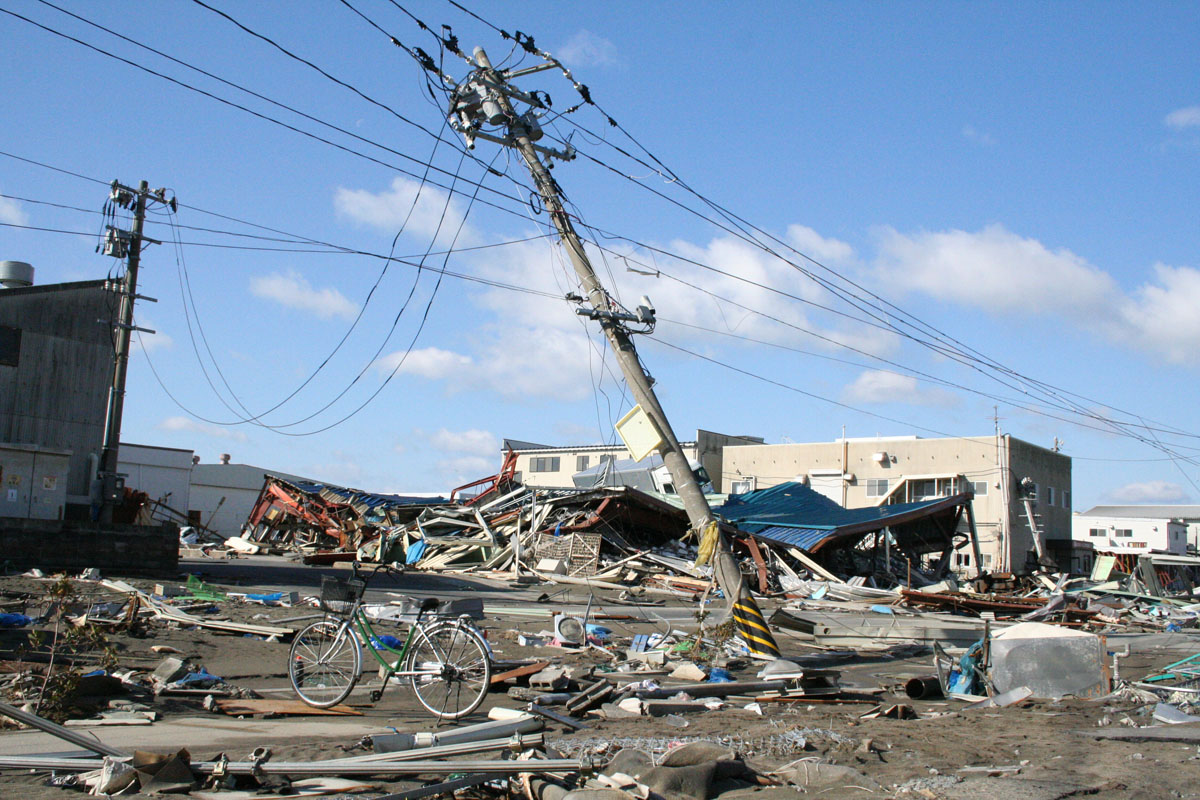
宮城県石巻市

2011年3月11日に発生した東日本大震災に対し、ガガは即座に「WE PRAY FOR JAPAN（日本の為に祈りを）」とデザインしたブレスレットを作成し販売。「収益はすべて日本に寄付する。モンスターたちよろしく」と自身のツイッターでコメントした。その後ブレスレットは2週間で1億2,000万円以上売り上げ、全額寄付された。さらに、チャリティー以外で個人的にも1億2,000万円寄付したことを明かした。
また、U2、エルトン・ジョン、クイーンなど38組の音楽家の楽曲が収録されたチャリティーアルバム『SONGS FOR JAPAN』に彼女も参加し、アルバムは世界18か国のiTunesチャートで1位を獲得した。
3月26日、「愛してます」と日本にビデオメッセージを贈り、日本の記者からのインタビューで「日本のファンとは強い絆を感じる。だからニュースを観るのが辛かった。何かを口にするより、まず行動すべきだと思った」と語った上で再び日本で歌うことを約束した。 
そして6月21日、ガガは4回目の来日を果たした。放射能は怖くないのかという質問に「平気よ。世界のみんなに日本という美しい国を見てほしいわ」と語った。ガガは10日間の滞在で多くのメディアに出演し、記者会見では自身の手書きで「日本のために祈りを」と書かれたティーカップに口紅の跡を付けてオークションに出品、売り上げはやはり全額震災の寄付に充てられた。このカップは宮城県大崎市在住の歯科医師・弓哲玖が落札し、彼自身によって2013年2月に宮城県に寄贈され（弓は寄贈の翌日に死去）、同年5月1日から6月30日までと同年9月3日から10月27日まで同県多賀城市の東北歴史博物館（宮城県立）で展示されるに至った。その後は保存処理を行い、他施設への貸出も行われた。
また、ジョン・V・ルース駐日米大使から「よく来てくれた」と感謝され、日本政府からは震災支援に対して観光庁長官感謝状と福島の伝統品「起き上がり小法師」がプレゼントされた。ガガは涙を流し小法師にキスすると「本当はこんなもの（感謝状）、いらないの。だって私の日本への愛は無償のものだから。でもこの感謝状は一生大切にするわ」と語った。
復興支援イベントの「MTV VIDEO MUSIC AID JAPAN」では、日本が苦境から脱出することをイメージした蜘蛛の巣パフォーマンスを行った。ガガは次の訪問地の台湾へ出発の際、菅直人総理大臣（当時）からガガをイメージした緑色のバラをプレゼントされ、「この名誉をありがとう。日本への支援は継続的に行っていきます」とコメントした。同年12月21日には5度目の来日を果たし、ミュージックステーションスーパーライブに出演した。

## 収入と支出

The Monster Ball Tourでパフォーマンスするガガ

2010年7月、フォーブス誌が2009年6月から2010年の6月の1年間で「最も稼いだ30歳未満のセレブリティ12人」を発表し、ガガは6,200万ドル（日本円で約55億8,000万円）を稼いで3位にランクインした。ビルボード誌による「2010年米音楽業界でもっとも稼いだアーティスト」ではガガの年収はおよそ25億であり、ボン・ジョヴィやテイラー・スウィフト、ポール・マッカートニーといったアーティストを抑えて第1位であったことが発表された。
同月、カリフォルニアの高級住宅地ベル・エアにある豪邸に、家賃月225万円の賃貸で入居。邸宅の推定価格は500万ドル、日本円で約4億5000万円だという（BANG Media International調べ）。借りているこの邸宅は敷地面積が1エーカー（約4,047平方メートル/約1,226坪）あり、ハリウッドと太平洋が見渡せる場所にあるという。ただこうした高い家賃を払っている一方で、ガガは2011年4月までコンサートツアーに出ており、自宅に戻ることはほとんどなかった。
2011年1月には、フォーブス誌がガガの2011年の所得は1億ドル（日本円で約83億円）を超えるであろうと予想。2010年の『The Monster Ball Tour』の収入6,300万ドル（日本円で約52億円）に加え、2011年2月からの再ツアーの収入や、高額なCM出演料、5月発表のスタジオ盤『ボーン・ディス・ウェイ』の売上を含めると、2010年の所得額を上回ると予想した。また同誌は、『ボーン・ディス・ウェイ』関連で1,000万ドルから1,500万ドル（日本円で約8〜12億円）の所得を予想している。
2011年3月、パレード誌が発表した「第28回もっとも稼いだ人々」のランキングにて、6,200万ドル（約51億円）を稼いたガガは7位にランクインした。
2011年6月、フォーブス誌が「もっとも稼いでいる30歳未満のセレブ」を発表し、2010年の5月からの1年間で9,000万ドル（約72億円）を稼いだガガはトップに輝いた。これは22か国137公演のコンサート、1,500万枚のアルバムの売り上げから算出された数字だという。
一方で、上記のようなガガの巨額な所得に関する報道が目立つ中、実際にはツアーの諸費用やPV制作費、衣装の代金、義捐金などを差し引くと実は大赤字だということをガガ自らが暴露したことがある。2009年に開始したモンスター・ボール・ツアーでは、ツアーの前半で既に破産状態に陥っていたといい、ガガが関係者に「何で私がお金がないって言いふらしてるの！私はナンバー1シングルが5枚もあるのよ！お金がないわけないじゃない！」と言うと「ガガ、あなたは今借金が300万ドル（約2億4,600万円）もあるのよ」と返されたという。

## ディスコグラフィ
スタジオ・アルバム

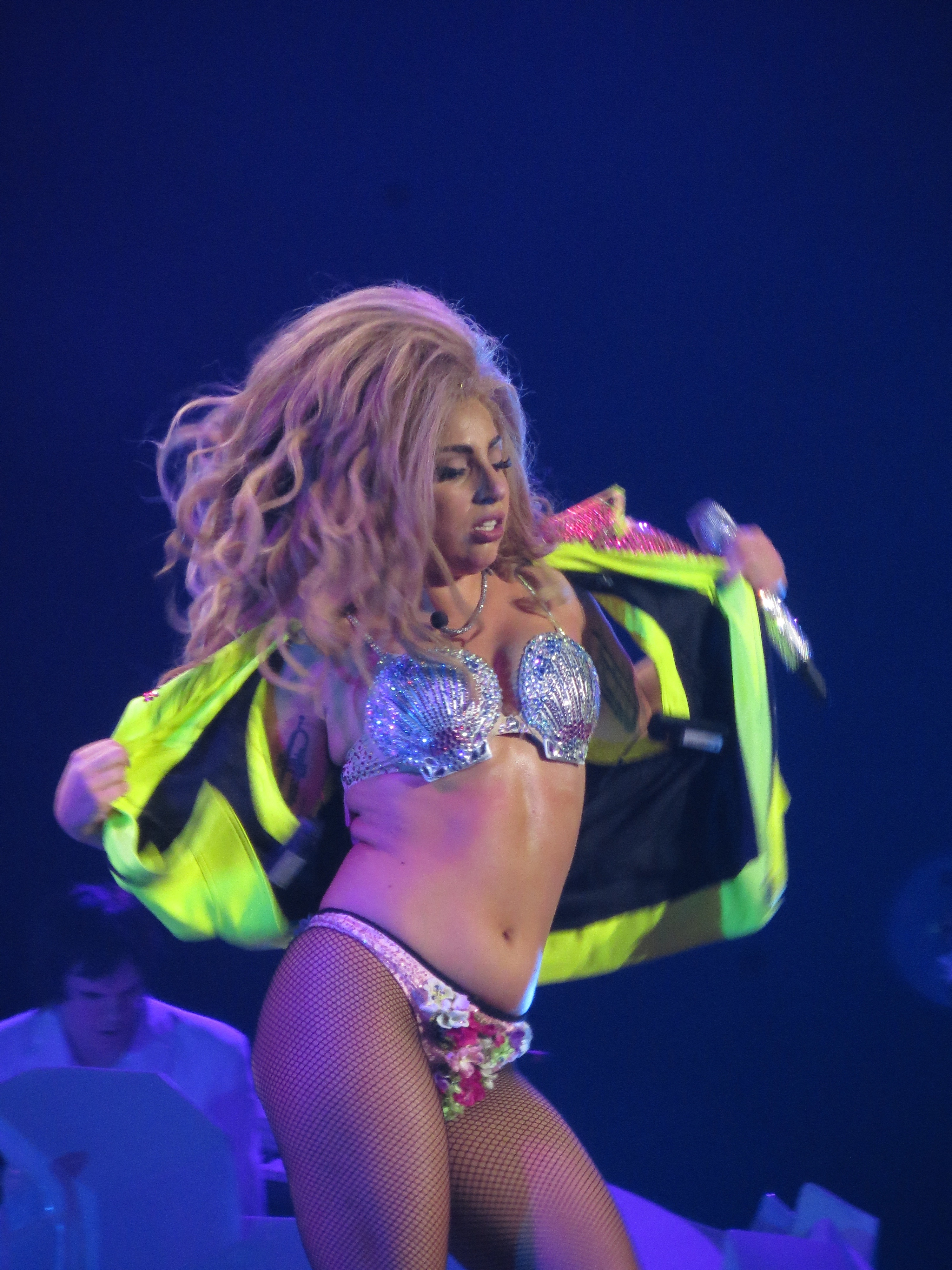
「ArtRave: The Artpop Ball」でパフォーマンスするガガ。

1. 『ザ・フェイム』 - The Fame（2008年）
2. 『ボーン・ディス・ウェイ』 - Born This Way（2011年）
3. 『アートポップ』 - ARTPOP（2013年）
4. 『ジョアン』 - Joanne（2016年）
5. 『クロマティカ』 - Chromatica（2020年）
6. 『メイヘム』 - MAYHEM（2025年）

コラボレーション・アルバム
1. 『チーク・トゥ・チーク』 - Cheek To Cheek withトニー・ベネット（2014年）
2. 『ラヴ・フォー・セール』 - Love For Sale withトニー・ベネット（2021年）

再発版
1. 『ザ・フェイム・モンスター』 - The Fame Monster（2009年）
2. 『ボーン・ディス・ウェイ・ザ・テンス・アニヴァーサリー』 - Born This Way The Tenth Anniversary（2021年）

サウンドトラック
1. 『アリー/ スター誕生 サウンドトラック』 - A Star Is Born（2018年）
2. 『トップガン マーヴェリック: オリジナル・サウンドトラック』 - Top Gun: Maverick（2022年）
3. 『ジョーカー：フォリ・ア・ドゥ - オリジナル・サウンドトラック』 - Joker: Folie à Deux（2024年）

コンパニオン・アルバム
1. 『ハーレクイン』 - Harlequin（2024年）

リミックス・アルバム
1. 『ザ・リミックス』 - The Remix（2010年）
2. 『ボーン・ディス・ウェイ ザ・リミックス』 - Born This Way: The Remix（2011年）
3. 『ドーン・オブ・クロマティカ』 - Dawn of Chromatica（2021年）

## フィルモグラフィ

### 映画
| 年   | 題名                                                 | 役名                         | 備考 | 出典            | 吹替       |
| ---- | ---------------------------------------------------- | ---------------------------- | --- | --------------- | ---------- |
| 2011 | ノミオとジュリエット Gnomeo and Juliet               | N/A                          | 作曲 ゴールデングローブ賞主題歌賞ノミネート 放送映画批評家協会賞歌曲賞ノミネート サテライト賞主題歌賞ノミネート |                 | N/A        |
| 2012 | メン・イン・ブラック3 Men in Black 3                 | エイリアン                   | カメオ出演（クレジットなし） | [ 194 ] [ 195 ] | N/A        |
| 2013 | マチェーテ・キルズ Machete Kills                     | ラ・カメレオン               | 助演 | [ 196 ]         | 川瀬晶子   |
| 2014 | ザ・マペッツ2/ワールド・ツアー Muppets Most Wanted   | 本人                         | カメオ出演 | [ 197 ]         | N/A        |
| 2014 | シン・シティ 復讐の女神 Sin City: A Dame to Kill For | バーサ                       | カメオ出演 | [ 198 ]         | 下山田綾華 |
| 2015 | ハンティング・グラウンド The Hunting Ground          | N/A                          | 作曲 サテライト賞主題歌賞受賞 アカデミー歌曲賞ノミネート グラミー賞最優秀楽曲賞（映画・テレビ・その他映像部門）ノミネート 放送映画批評家協会賞歌曲賞ノミネート |                 | N/A        |
| 2018 | アリー/ スター誕生 A Star Is Born                    | アリー                       | 主演兼作曲 アカデミー歌曲賞受賞 グラミー賞最優秀楽曲賞（映画・テレビ・その他映像部門）、最優秀編集サウンドトラック・アルバム賞（映画・テレビ・その他映像部門）、最優秀ポップ・デュオ・パフォーマンス賞受賞 ゴールデングローブ賞主題歌賞受賞 英国アカデミー賞作曲賞受賞 クリティクス・チョイス・アワード歌曲賞受賞 クリティクス・チョイス・アワード主演女優賞受賞 ナショナル・ボード・オブ・レビュー賞主演女優賞受賞 アカデミー主演女優賞ノミネート ゴールデングローブ賞主演女優賞 (ドラマ部門)ノミネート 英国アカデミー賞主演女優賞ノミネート 全米映画俳優組合賞主演女優賞ノミネート | [ 199 ]         | 田村睦心   |
| 2021 | ハウス・オブ・グッチ House of Gucci                  | パトリツィア・レッジアーニ   | 主演 ニューヨーク映画批評家協会賞主演女優賞受賞 ゴールデングローブ賞主演女優賞 (ドラマ部門)ノミネート 英国アカデミー賞主演女優賞ノミネート 全米映画俳優組合賞主演女優賞ノミネート クリティクス・チョイス・アワード主演女優賞ノミネート | [ 200 ]         | 田村睦心   |
| 2022 | トップガン マーヴェリック Top Gun: Maverick          | N/A                          | 作曲 サテライト賞 主題歌賞受賞 アカデミー歌曲賞ノミネート グラミー賞最優秀楽曲賞（映画・テレビ・その他映像部門）、最優秀編集サウンドトラック・アルバム賞（映画・テレビ・その他映像部門）ノミネート ゴールデングローブ賞主題歌賞ノミネート クリティクス・チョイス・アワード歌曲賞ノミネート |                 | N/A        |
| 2024 | ジョーカー:フォリ・ア・ドゥ Joker: Folie à Deux      | ハーレイ・“リー”・クインゼル | 助演兼作曲 |                 | 村中知     |
| 2026 | あの雲のむこうに High in the Clouds                  | N/A                          | 作曲 Netflixオリジナルアニメ映画※製作中 |                 | N/A        |

### テレビドラマ
| 年   | 題名                                                                  | 役名                   | 備考 | 吹替   |
| ---- | --------------------------------------------------------------------- | ---------------------- | --- | ------ |
| 2015 | アメリカン・ホラー・ストーリー：ホテル American Horror Story: Hotel   | エリザベス             | 主演 ゴールデングローブ賞女優賞（ミニシリーズ・テレビ映画部門）受賞 サテライト賞主演女優賞（ドラマシリーズ）ノミネート | 朴璐美 |
| 2016 | アメリカン・ホラー・ストーリー：体験談 American Horror Story: Roanoke | スカアハ               | ゲスト出演 | 朴璐美 |
| 2025 | ウェンズデー Wednesday                                                | ロザリン・ロットウッド | シーズン2 ゲスト出演 Netflixオリジナルドラマ                                                                           |        |

### ドキュメンタリー
- The Zen of Bennett（2012年）[201]
- 『ケイティ・ペリーのパート・オブ・ミー』 - Katy Perry: Part of Me（2012年）[202]
- 『アーサー・フォーゲル 〜ショービズ界の帝王〜』 - Who the F**K Is Arthur Fogel?（2013年）[203]
- Jeremy Scott: The People's Designer（2015年）[204]
- 『リスク: ウィキリークスの真実』 - Risk（2016年）[205]
- 『レディー・ガガ: Five Foot Two』 - Gaga: Five Foot Two（2016年）[206]

## ツアー
ヘッドライナーツアー
- The Fame Ball Tour（2009年）
- The Monster Ball Tour（2009年 – 2011年）
- The Born This Way Ball （2012年 – 2013年）
- artRAVE: the ARTPOP ball （2014年)
- Joanne World Tour (2017年 - 2018年)
- The Chromatica Ball（2022年）
- The Mayhem Ball（2025年 – 2026年）

共同ヘッドライナーツアー
- Cheek to Cheek Tour（withトニー・ベネット、2014年-2015年）

プロモーションツアー
- The Art of Personal Chaos（2025年）

常設公演
- Lady Gaga Live at Roseland Ballroom（2014年、ニューヨーク）
- Lady Gaga Enigma + Jazz & Piano (2018年 - 2024年、ラスベガス)

### 来日公演
- LADY GAGA Premium show Case 2009[207]
  - 2009年 6月8日　SHIBUYA-AX
- SUMMER SONIC 2009[208]
  - 2009年 8月7日　舞洲サマーソニック大阪特設会場 OCEAN STAGE
  - 2009年 8月8日　幕張メッセ MIDNIGHT SONIC
- THE MONSTER BALL TOUR 2010[208][209]
  - 2010年 4月14日（追加公演）、15日　神戸ワールド記念ホール
  - 2010年 4月17日（追加公演）、18日　横浜アリーナ
- MTV Video Music Aid Japan[210]
  - 2011年 6月25日　幕張メッセ
- THE BORN THIS WAY BALL TOUR 2012[211][212]
  - 2012年 5月10日、12日（追加公演）、13日（追加公演）　さいたまスーパーアリーナ
- LADY GAGA'S artRAVE: the ARTPOP ball TOUR 2014[213]
  - 2014年 8月13日、14日　QVCマリンフィールド
- The Chromatica Ball Tour[214][215]
  - 2022年 9月3日、4日　ベルーナドーム
- The MAYHEM Ball Tour 2026[216][217]
  - 2026年 1月21日、22日　京セラドーム大阪
  - 2026年 1月25日、26日、29日、30日（追加公演）　東京ドーム